# Liste der Kulturdenkmale in Königsbrück

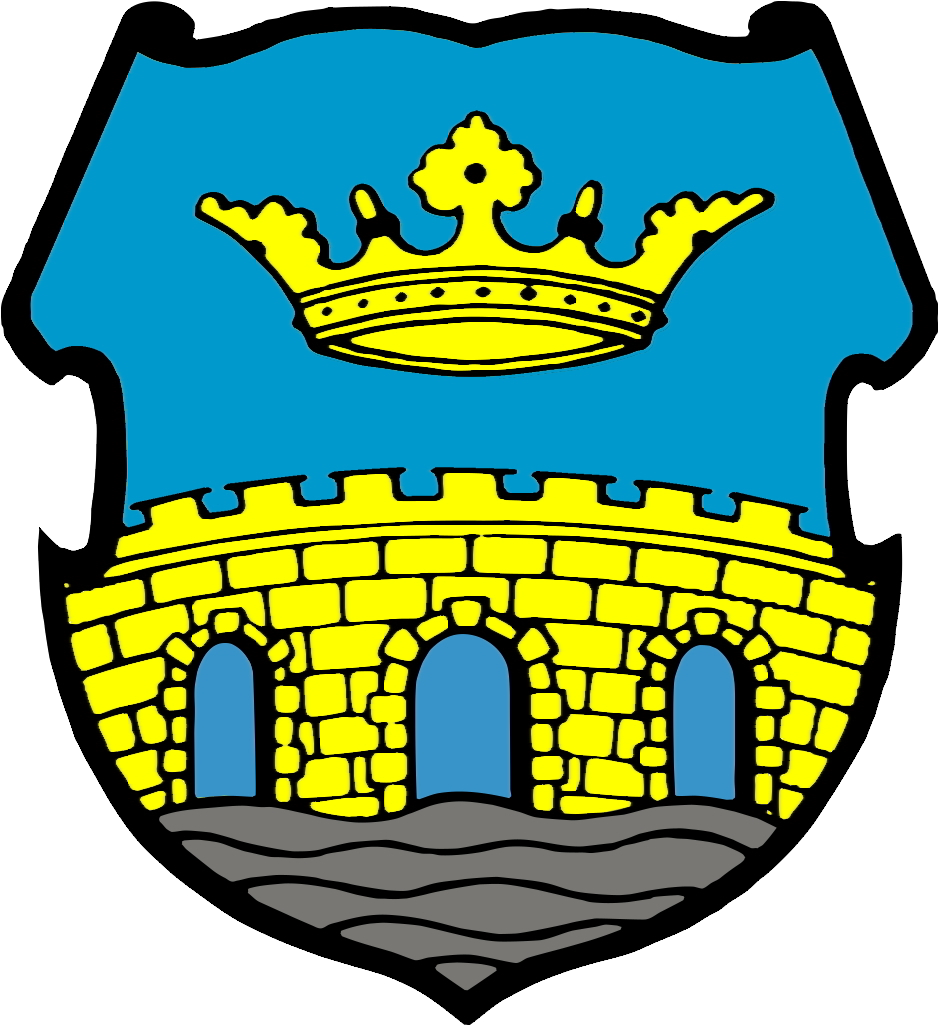
Wappen von Königsbrück

In der Liste der Kulturdenkmale in Königsbrück sind die Kulturdenkmale der sächsischen Stadt Königsbrück verzeichnet, die bis September 2024 vom Landesamt für Denkmalpflege Sachsen erfasst wurden (ohne archäologische Kulturdenkmale). Die Anmerkungen sind zu beachten.
Diese Liste ist eine Teilliste der Liste der Kulturdenkmale im Landkreis Bautzen.

## Königsbrück
| Bild                                    | Bezeichnung | Lage | Datierung | Beschreibung | ID       |
| --------------------------------------- | --- | --- | --- | --- | -------- |
| Direkt Bild zu diesem Denkmal hochladen | Steindecker-Überfahrt der alten S100 als Querung über den Bindebach | (Flurstück 127/5) | 19. Jahrhundert | Original erhaltener doppellagiger Granitdurchlass mit regionalhistorischer Bedeutung | 09306379 |
|                                         | Denkmalschutzgebiet Altstadt Königsbrück (Vorschlag) | (Karte) | | Denkmalschutzgebiet Altstadt Königsbrück | 09301743 |
|                                         | Sächsisch-Preußischer Grenzstein: Pilar Nr. 147 sowie 15 Läufersteine | (Flur Königsbrück-Land, Flurstück 737/1) (Karte)                                                                                 | Nach 1828 | Siehe auch Sachgesamtheitsdokument – Obj. 09305644; vermessungsgeschichtlich und landesgeschichtlich von Bedeutung als Zeitdokument der historischen Grenzziehung zwischen Sachsen und Preußen nach dem Wiener Kongress 1815. | 09305481 |
|                                         | Sächsisch-Preußischer Grenzstein: Pilar Nr. 148 | (Flur Königsbrück-Land, Flurstück 744) (Karte)                                                                                   | Nach 1828 | Siehe auch Sachgesamtheitsdokument – Obj. 09305644; vermessungsgeschichtlich und landesgeschichtlich von Bedeutung als Zeitdokument der historischen Grenzziehung zwischen Sachsen und Preußen nach dem Wiener Kongress 1815. | 09305482 |
| Weitere Bilder                          | Eisenbahn-Stahlbrücke | (Flurstück 594/11) (Karte) | 1897 | Verkehrsgeschichtliche und landschaftsgestaltende Bedeutung, Konstruktion von Seltenheitswert, gebogene Nietenbrücke über die Aue der Pulsnitz, 214 m lang, 14 m hoch | 09229998 |
| Weitere Bilder                          | Einbogige Natursteinbrücke | (Gemarkung Stenz, Flurstück 278, nahe Grünmetzweg) (Karte)                                                                       | Um 1900 | Ortsgeschichtliche und landschaftsprägende Bedeutung. | 09305846 |
|                                         | Wohnhaus mit Laden in Ecklage | Alte Poststraße 2 (Karte) | Um 1860 | Baugeschichtlich und straßenbildprägend von Bedeutung, zweigeschossig, Dacherker, Mittelerker, Sandsteinfenstergewände im Obergeschoss zum Teil mit Konsolen, unter Erker Triglyphen, Gesims mit Kragsteinen, Dacherker Zwillingsfenster | 09227126 |
| Direkt Bild zu diesem Denkmal hochladen | Wohnhaus mit Ladeneinbau in geschlossener Bebauung | Alte Poststraße 20 (Karte) | 1. Hälfte 19. Jahrhundert | Baugeschichtlich und städtebaulich von Bedeutung, zweigeschossig, eine Dachgaupe, zwei spätere Dachhäuschen, Segmentbogenportal mit Schlussstein, Fenster des Ladeneinbaus mit Pilastergliederung | 09227125 |
| Direkt Bild zu diesem Denkmal hochladen | Wohnhaus mit Ladeneinbau in Ecklage | Alte Poststraße 22 (Karte) | 1. Hälfte 19. Jahrhundert | Baugeschichtlich und straßenbildprägend von Bedeutung, zweigeschossig, Walmdach, Dachhäuschen, Segmentbogenportal | 09227124 |
| Direkt Bild zu diesem Denkmal hochladen | Mühlgraben zur Schlossmühle | An der Bleiche (Karte) | 1525 | Vom Wehr bis zur Schlossmühle, ortsgeschichtlich von Bedeutung | 09227248 |
|                                         | Mord- und Sühnekreuz | An der Käbnitz 22 (in der östlichen Ufermauer des Mühlgrabens der Pulsnitz eingemauert, 25 m nördlich der Straßenbrücke) (Karte) | Spätmittelalter | Ortsgeschichtlich von Bedeutung, Sandstein, mit eingeritztem Schwert | 09301964 |
| Direkt Bild zu diesem Denkmal hochladen | Wohnhaus mit Einfriedung in offener Bebauung | Auenweg 1 (Karte) | 1. Hälfte 19. Jahrhundert | Straßenbildprägend und baugeschichtlich von Bedeutung | 09227229 |
| Direkt Bild zu diesem Denkmal hochladen | Villa Anna | Auenweg 15 (Karte) | Um 1890 | Baugeschichtlich und städtebaulich von Bedeutung, zweigeschossig, schlichte Lisenengliederung aus Klinker, Fenstergewände aus Sandstein, Eckrisalit betont durch Kalotte, Fenster durch Rundbogen aus Klinker überfangen, Kragsteine, zeittypische Zierelemente weitgehend unverändert erhalten | 09227230 |
| Weitere Bilder                          | Bahnhof Königsbrück mit Empfangsgebäude, Verwaltungsgebäude, Wartehalle und Nebengebäude | Bahnhofstraße 1 (Karte) | Um 1880 (Personenbahnhof); 1910er Jahre (Nebengebäude) | Orts- und verkehrsgeschichtlich von Bedeutung, Güterabfertigung mit Laderampe abgerissen, zwei nebeneinander stehende Gebäude verbunden durch kleine Wartehalle, Empfangsgebäude mit Anklängen an den Schweizer Stil: Putzbau, Granitsockel, Granitstufen, Sandsteingewände, Verwaltungsgebäude mit Anklängen an den Heimatstil, kleines Nebengebäude mit Walmdach, Verwaltungsgebäude und angebaute kleine Wartehalle als Denkmale 2016 gestrichen (innen komplett entkernt, äußeres Erscheinungsbild schlicht und zum Teil verändert, kein öffentliches Erhaltungsinteresse mehr ausführlich begründbar) | 09227007 |
| Direkt Bild zu diesem Denkmal hochladen | Wohnhaus mit Einfriedung in offener Bebauung | Bahnhofstraße 12 (Karte) | Um 1890 | Baugeschichtlich und straßenbildprägend von Bedeutung, zweigeschossig, Klinker, Granitsockel, Mittelrisalit mit Eingang, Gurtgesims, durch zweifarbigen Klinker gestaltet, Holzlaube über zwei Geschosse, Mittelrisalitgiebel, Frontispiz mit Vasenbekrönungen, Walmdach, Tür erhalten, Gewände mit Eierstabfries | 09227167 |
| Direkt Bild zu diesem Denkmal hochladen | Kinderheim | Bohraer Straße 40 (Karte) | Bezeichnet mit 1929 | Im Stil der neuen Sachlichkeit, baugeschichtlich von Bedeutung, zweigeschossige Dreiflügelanlage | 09225554 |
| Direkt Bild zu diesem Denkmal hochladen | Wohnhaus mit Laden in Ecklage | Curt-Tausch-Straße 1 (Karte) | Vor 1800 und später | Baugeschichtlich und städtebaulich von Bedeutung, zweigeschossig, Schleppgaupe | 09227201 |
| Direkt Bild zu diesem Denkmal hochladen | Wohnhaus | Curt-Tausch-Straße 2 (Karte) | Vermutlich um 1760 | Baugeschichtlich und straßenbildprägend von Bedeutung, zweigeschossig, Mansarddach mit Schopf, Dachhäuschen, Fledermausgaupen, Portal mit zwei Spitzbögen und Schlussstein | 09227181 |
| Direkt Bild zu diesem Denkmal hochladen | Wohnhaus mit Laden in geschlossener Bebauung | Curt-Tausch-Straße 7 (Karte) | Vor 1800 und später | Baugeschichtlich und städtebaulich von Bedeutung, zweigeschossig, Sandsteingewände, Segmentbogenportal mit Schlussstein | 09227202 |
| Weitere Bilder                          | Wohnhaus mit Laden in geschlossener Bebauung | Curt-Tausch-Straße 15 (Karte) | Um 1800 | Baugeschichtlich und städtebaulich von Bedeutung, dreigeschossig, Fledermausgaupen, Umbau und Einbau der Ladenzone in den 30er Jahren | 09227199 |
| Weitere Bilder                          | Schwanenrelief über Segmentbogenportal des ehemaligen Gasthofs „Zum Schwan“ | Curt-Tausch-Straße 17 (Karte) | Bezeichnet mit 1668 | Ortsgeschichtlich von Bedeutung, Gebäude stark verändert, Relief 1864 dort angebracht | 09227203 |
| Weitere Bilder                          | Wohnhaus mit Laden in geschlossener Bebauung | Curt-Tausch-Straße 19 (Karte) | 2. Hälfte 18. Jahrhundert | Baugeschichtlich und städtebaulich von Bedeutung, zweigeschossig, Segmentbogenportal | 09227198 |
| Weitere Bilder                          | Wohnhaus in geschlossener Bebauung | Curt-Tausch-Straße 21 (Karte) | 2. Hälfte 18. Jahrhundert | Baugeschichtlich und städtebaulich von Bedeutung, zweigeschossig, Segmentbogenportal mit Schlussstein | 09227200 |
| Weitere Bilder                          | Baderbrücke; Rundbogenbrücke über die Pulsnitz | Dresdner Straße (Karte) | Bezeichnet mit 1558 | Baugeschichtlich, ortsgeschichtlich und technikgeschichtlich von Bedeutung, drei Bögen, Bruchstein, Inschrifttafel, Medaillon mit zwei gekreuzten Geweihen, Voluten mit Eichblättern, „Der wohlgeborene und edle Herr/Herr Christof Burggraf von Dhonen/Herr auf Königsbrück und des Mark/Graffthumbs Oberlausicz Landvoigd/Zcauf seiner Gnaden schaffen und zcumen/ist diese Brücke erbauet worden, haben/seine Gnaden mit iren eigenen Händen den ersten Grundstein geleget, den Montag nach Kiliani welches ist der elfte Tag des Monats Juli im 1558 Jar. [cop. 1952]“ | 09227187 |
| Weitere Bilder                          | Wohnhaus in Ecklage und in geschlossener Bebauung | Dresdner Straße 1 (Karte) | 1850 | Baugeschichtlich und städtebaulich von Bedeutung, mit abgeschrägter Ecke zur Kreuzung hin, Ecklösung mit Rundbogenfenstern dreigeschossig, sonst zweigeschossig, nur noch vier Rundbogenfenster im Erdgeschoss erhalten, originales Rundbogenportal | 09227208 |
| Weitere Bilder                          | Wohnhaus in Ecklage und in halboffener Bebauung | Dresdner Straße 3 (Karte) | 1848 | Baugeschichtlich und von Bedeutung, straßenbildprägend durch prägnante Ecklösung, Tür verändert, zweigeschossig, abgeschrägte Ecke, Dachhäuschen, Walmdach, Sandsteingewände | 09227186 |
| Direkt Bild zu diesem Denkmal hochladen | Friedhofsgärtnerei (Gartenhaus der Friedhofsgärtnerei) | Gartenstraße (Karte) | 1876 | Ortsgeschichtliche, -bildprägende und kulturhistorische Bedeutung, im Stil der früheren Kranzbindereien der Friedhöfe, schlichter eingeschossiger Putzbau mit Satteldach, äußeres Erscheinungsbild nach originalem Befund im Jahr 2000 wieder hergestellt: grob strukturierter Putz mit glatt geputzten Fenstergewänden und glatten Putzbändern an Gebäudekanten und zur Horizontalbetonung, profiliertes Traufgesims, rundbogige Fenster mit hölzernen Schlagläden, im Giebelaufsatz Inschrift „E.H.“, jetzt zum Kirchlehn gehörend, Sanierung mit Unterstützung des Heimatvereins | 09229819 |
| Weitere Bilder                          | Apothekerhaus | Gartenstraße 3 (Karte) | Zwischen 1723 und 1759 | Pavillonartiger Bau mit Mansardzeltdach, baugeschichtlich von Bedeutung, singulär quadratisch, ins Oktogonale gehender Grundriss, zweigeschossig, Walmdach, Dachgaupen, eines der wenigen erhaltenen Bauwerke des 18. Jahrhunderts in der Stadt | 09227228 |
| Direkt Bild zu diesem Denkmal hochladen | Villa | Gartenstraße 21 (Karte) | Ende 19. Jahrhundert | Putzbau mit zeittypischen Zierelementen, baugeschichtlich von Bedeutung, singulär zweigeschossig, Krüppelwalmdach, Gurtgesims Lisenengliederung aus Klinker, Eckrisalite, Fenstergewände aus Klinker und Sandstein, im Giebel überfangene Rundbogenfenster, Giebelfirst mit Masken bekrönt | 09227226 |
|                                         | Denkmal für Opfer des Ersten Weltkrieges | Großenhainer Straße (Ecke Grenzweg) (Karte)                                                                                      | Nach 1918 | Ortsgeschichtlich von Bedeutung, Granitblock | 09227225 |
| Weitere Bilder                          | Altes Spritzenhaus | Großenhainer Straße 40 (Karte)                                                                                                   | 1826 als Armenhaus | Ehemaliges Spritzenhaus, ortsgeschichtlich von Bedeutung, eingeschossiger massiver Baukörper mit Satteldach (Biberschwanzdeckung), Giebel mit Zierfachwerk, das ursprünglich als Armenhaus errichtete Gebäude wurde 2002 von Mitgliedern des Heimatvereins wieder in den Originalzustand versetzt und im Innern mit alter Ausstattung wiederbelebt, so dass hier eine Anschauungsstätte des Lebens in einem Armenhaus des 19. Jahrhunderts entstanden ist | 09225158 |
| Weitere Bilder                          | Wohnhaus (ohne späteren Anbau) und Torpfosten eines Dreiseithofes | Großenhainer Straße 42 (Karte)                                                                                                   | 1. Hälfte 19. Jahrhundert | Baugeschichtlich von Bedeutung, Obergeschoss Fachwerk, Giebelseite verputzt | 09227224 |
| Weitere Bilder                          | Häuslerwohnhaus | Großenhainer Straße 53 (Karte)                                                                                                   | 18. Jahrhundert | Dokumentiert die regionale Volksbauweise, baugeschichtlich von Bedeutung, Ziegelmauerwerk im Erdgeschoss, mit Fachwerk, bis Juni 2008 irrtümlich unter Nummer 51 in der Denkmalliste | 09227192 |
| Direkt Bild zu diesem Denkmal hochladen | Rundbogenbrücke aus Bruchsteinmauerwerk | Grünmetzweg (Karte) | 19. Jahrhundert | Landschaftsgestaltend und technikgeschichtlich von Bedeutung | 09227638 |
| Direkt Bild zu diesem Denkmal hochladen | Wohnhaus in halboffener Bebauung | Hintere Gasse 2 (Karte) | Um 1700 | Barocker Baukörper, baugeschichtlich und städtebaulich von Bedeutung, zweigeschossig, Mansarddach, Dachhäuschen und Fledermausgaupen, Segmentbogenportal mit Schlussstein, zeigt weitgehend unveränderte Bausubstanz | 09227116 |
| Direkt Bild zu diesem Denkmal hochladen | Wohnhaus in halboffener Bebauung | Hintere Gasse 6 (Karte) | 1. Hälfte 19. Jahrhundert (im Kern älter) | Baugeschichtlich von Bedeutung, eingeschossig, Satteldach, Dachhäuschen, Segmentbogenportal, Sandsteinfenstergewände, Granittürstock neu, zeigt weitgehend unveränderte Bausubstanz | 09227118 |
| Weitere Bilder                          | Katholische Pfarrkirche zur Kreuzerhöhung; Domstift St. Petri | Höckendorfer Straße 3 (Karte) | 1914 | Baugeschichtlich von Bedeutung, Saalbau, Haupteingang mit kannelierten Lisenen, Gesims, Zahnschnitt, Seiteneingang mit Segmentbogen, Fenster mit Vorhangbogen, oktogonaler Turm mit Okuli, Dachhelm. Katholische Kirche zur Kreuzerhöhung (Höckendorfer Straße). Kleiner Saalbau von 1914. Putzbau auf rechteckigem Grundriss mit Satteldach, Vorhangbogenförmige Fenster an den Längsseiten. Im Westen Sandsteinportal mit kannelierten Lisenen und schwerem Gebälk, an der Südseite Sandsteinportal mit Segmentbogengiebel. Turm auf oktogonalem Grundriss an der Nordseite, gedrungene Haube. | 09227164 |
| Direkt Bild zu diesem Denkmal hochladen | Prinz-Georg-Kaserne (ehemalig); Kommandanturgebäude | Höckendorfer Straße 6 (Karte) | Bezeichnet mit 1914–1916 | Ortshistorisch bedeutend für die Garnisonsstadt, zweigeschossig, Eckrisalite, Mittelrisalit mit geschweiftem Knickgiebel und Obeliskenbekrönung, Gurtgesims, Eckrustizierung, Fledermausgaupen mit sächsischem Wappen, Eingänge mit kannelierten dorischen Säulen, Pagodendächer, Mittel- und Eckrisalite mit Walmdach | 09227163 |
| Weitere Bilder                          | Wasserturm | Höckendorfer Straße 15 (bei) (Karte)                                                                                             | 1894 | Technikgeschichtlich und landschaftsprägend von Bedeutung, rund, glatter Sockel, Rundbogengliederung, Gurtgesims, Kragsteine, Dachhäuschen, Rundbogenportal, Schlussstein, schmale Rundbogenfenster, Sandsteingewände. Auf einer Anhöhe am südlichen Ortseingang Königsbrücks steht der 1894 gebaute Wasserturm als letzter Zeuge des einst dort anschließenden, weitläufigen Areals der ehemaligen Prinz-Georg-Kaserne. Der kreisrunde, rote Klinkerbau in neuromanischer Formensprache prägt aufgrund seiner erhöhten Lage die Landschaft. Gliedernde Elemente wie Gurtgesimse und Fenstergewände sind akzentreich in hellem Sandstein gestaltet. Im glatt verputzten Sockelgeschoss ein leicht hervorspringendes Rundbogenportal aus Sandstein. Darüber, den Turmschaft gliedernd acht schmale Rundbogenfenster und ein abgetrepptes Rundbogenfries, das zum Behältergeschoss überleitet. Auch hier regelmäßig angeordnete, schmale Rundbogenfenster und ein abschließendes Rundbogenfries. Oberer Abschluss durch Kegeldach mit vier Satteldachgauben und Turmspitze. Der Turm ist mit seiner technischen Ausstattung (Hängebodenbehälter aus genieteten Stahlblechen, 400 m³ Fassungsvermögen) im Erbauungszustand erhalten. Ihm kommt aufgrund seiner Zeugnishaftigkeit für den Standort des einstigen Kasernengeländes eine orts- und technikgeschichtliche Bedeutung zu. | 09227166 |
| Direkt Bild zu diesem Denkmal hochladen | Steingattersäge (1906), zwei Pflasterspaltmaschinen (1920) und eine Steinschleifmaschine im Granitwerk Horst Füssel | Höckendorfer Straße 95 (Karte)                                                                                                   | Bezeichnet mit 1906; bezeichnet mit 1920 | Hoher Seltenheitswert, technikgeschichtlich von Bedeutung | 09228024 |
| Direkt Bild zu diesem Denkmal hochladen | Scheune mit Relief (Erntesymbolik) im Giebel | Hohlweg 17 (Karte) | Bezeichnet mit 1828 | Straßenbildprägend von Bedeutung | 09227249 |
| Direkt Bild zu diesem Denkmal hochladen | Sachsen-Obelisk | Hoyerswerdaer Straße (Truppenübungsgelände Neues Lager, Richtung Schmorkau) (Karte)                                              | Nach 1918 | Gedenkstein für die Gefallenen des Ersten Weltkrieges; geschichtlich von Bedeutung, Granit-Obelisk, „Der königlich-sächsischen Armee/XII. und XIX. Armee-Korps und ihren Feldformationen 1914–1918“, „Es fielen für das Vaterland 3752 Offiziere, 141522 Unteroffiziere und Mannschaften. Gewidmet den Kameraden des alten und neuen Heeres.“ | 09227153 |
| Direkt Bild zu diesem Denkmal hochladen | Neues Lager – Gedenkstein aus Granit mit Inschrift | Hoyerswerdaer Straße (Truppenübungsgelände) (Karte)                                                                              | 1910 | Ortsgeschichtlich von Bedeutung | 09227152 |
| Weitere Bilder                          | Neues Lager; Kaserne | Hoyerswerdaer Straße (Truppenübungsgelände Neues Lager, Haus 30) (Karte)                                                         | 1910 | Gebäude für das ständige Arbeitskommando, Haus 30, interne Nummerierung, dokumentiert Geschichte der Garnisonsstadt, baugeschichtlich und ortsgeschichtlich von Bedeutung, Dreiflügelanlage, dreigeschossig, schlichte Gliederung, rustizierter Sockel, verhaltener Zierrat, Mittelrisalit mit betontem Eingangsbereich, originale Tür erhalten, Uhr im Giebel, Walmdach mit Fledermausgaupen | 09227157 |
| Weitere Bilder                          | Neues Lager; Offizierscasino | Hoyerswerdaer Straße (Truppenübungsgelände Neues Lager, Haus 37) (Karte)                                                         | 1907 | Haus 37, interne Nummerierung, weitgehend unveränderte Bausubstanz, dokumentiert Geschichte der Garnisonsstadt, baugeschichtlich und ortsgeschichtlich von Bedeutung, mit Wandbild und Terrasse, übergiebelter Mittelrisalit, Eingang stuckiert, Rundbogenfenster, rustizierter Sockel, Gemälde an Fassade, Dachgaupen, Dachreiter | 09227156 |
| Direkt Bild zu diesem Denkmal hochladen | Wohnhaus mit Laden in Ecklage | Hoyerswerdaer Straße 2 (Karte)                                                                                                   | 18. Jahrhundert, später verändert | Baugeschichtlich und straßenbildprägend von Bedeutung, eingeschossig, Mansarddach, Gaupen, profilierte Sandsteingewände, Fenster und Ladeneinbau verändert | 09227175 |
| Direkt Bild zu diesem Denkmal hochladen | Heiste aus Bruchsteinmauerwerk mit Granitplatten als Mauerkrone und schlichtem Eisengeländer entlang der Hoyerswerdaer Straße | Hoyerswerdaer Straße 7, 9, 11, 13, 15 (Karte)                                                                                    | 1. Hälfte 19. Jahrhundert | Bruchsteinmauerwerk mit Granitplatten als Mauerkrone und schlichtem Eisengeländer entlang der Hoyerswerdaer Straße, straßenbildprägend und städtebaulich von Bedeutung, von Nummer 7 allmählich ansteigend, nach Nummer 15 wieder abfallend | 09227074 |
| Direkt Bild zu diesem Denkmal hochladen | Wohnhaus in geschlossener Bebauung | Hoyerswerdaer Straße 11 (Karte)                                                                                                  | Um 1800 | Baugeschichtlich und städtebaulich von Bedeutung, eingeschossig, Satteldach, Sandsteingewände | 09227194 |
| Direkt Bild zu diesem Denkmal hochladen | Villa Papst, Garagenhaus, Einfriedung und Terrassenmauern sowie Garten mit altem Gehölzbestand | Hoyerswerdaer Straße 28 (Karte)                                                                                                  | Um 1930 | Interessante Gesamtanlage der 1930er Jahre, baugeschichtlich, gartengeschichtlich sowie gartenkünstlerisch von Bedeutung. Abbruchantrag 30. April 1998 genehmigt, Villa steht noch (Stand: Februar 2000). | 09227045 |
| Direkt Bild zu diesem Denkmal hochladen | Villa und Nebengebäude sowie Reste des Gartens (Nebenanlage) und Einfriedung | Hoyerswerdaer Straße 33 (Karte)                                                                                                  | Ca. 1840 | Als ehemaliges Krankenhaus für die Standesherrschaft Königsbrück errichtet, baugeschichtliche, gartengeschichtlich, ortsgeschichtliche und sozialgeschichtliche Bedeutung; Nebengebäude abgerissen. - Villa: repräsentativer zweigeschossiger massiver Baukörper mit Mittelrisalit vorder- und rückseitig, dieser mit hochgezogenem Giebel, linke Fassadenhälfte mit offenen Pfeilerstellungen im Erdgeschoss und überdachtem hölzernem Balkon im Obergeschoss, Fassadengliederung ansonsten auch bauzeitlich erhalten (Erdgeschoss segmentbogige Fensteröffnungen, Obergeschoss stehende rechteckige Fenster, zweiflügelig mit Oberlicht, Holz), Walmdach, an Giebelseite segmentbogiger Eingang mit originaler Tür, erbaut etwa 1840 als Krankenhaus durch Herrn Graf von Hohenthal durch Baumeister Ehlig von Königsbrück (von ihm auch der Rathausturm in Königsbrück), Umbau durch Naumann (Standesherrschaft von Königsbrück), zuletzt Nutzung als Schneiderei, dann leerstehend, Sanierung ab 2014 - Nebengebäude: eingeschossiger massiver Baukörper mit Drempel und betonter Mitte (leicht aus Fassadenfront heraustretend mit abgewalmtem Dach), schlichter Putzbau mit Krüppelwalmdach und Dachhäuschen, bildet ein eindrückliches Ensemble mit dem Hauptgebäude des ehemaligen Krankenhauses, ist bauhistorisch und ortsgeschichtlich sowie sozialgeschichtlich von Bedeutung, Abbruch 2015 - Einfriedung: verputztes Ziegelmauerwerk mit roten Klinkerzierkanten | 09303596 |
| Direkt Bild zu diesem Denkmal hochladen | Zollhaus | Hoyerswerdaer Straße 34 (Karte)                                                                                                  | Vor 1850 | Baugeschichtlich und ortsgeschichtlich von Bedeutung, Rundbogenfenster in rechteckigen Ausschnitten mit Zahnschnitt, Tür mit Rundbogenfenster, darüber Bruchsteinmauerwerk, Giebelseite mit großem Rundbogen gestaltet, Giebelfenster ursprünglich Segmentbogenfenster mit drei Teilen, zugemauert | 09227191 |
| Weitere Bilder                          | Kursächsische Postmeilensäulen (Sachgesamtheit); Postmeilensäule | Kamenzer Straße (Höhe Hospitalkirchhof) (Karte)                                                                                  | Bezeichnet mit 1722 | Kopie eines Viertelmeilensteins, verkehrsgeschichtlich von Bedeutung. Kopie eines Viertelmeilensteins aus Sandstein, saniert, bezeichnet mit „AR/1722/Posthornzeichen“ und an der Schmalseite die Reihennummer 59. Der Stein gehörte ursprl. zur Via Regia an der Straße nach Kamenz. Originalteile waren in der Friedhofsmauer eingemauert und fanden bei der Rekonstruktion Wiederverwendung. Der hier betrachteten Säule kommt als Teil des überregional bedeutenden Postwegesystems eine hohe verkehrsgeschichtliche Bedeutung zu. Im Jahre 1722 begann man im Kurfürstentum Sachsen mit der Aufstellung der Kursächsischen Postmeilensäulen. Kurfürst Friedrich August I. wollte hierdurch ein zeitgemäßes Verkehrs- und Transportleitsystem im Kurfürstentum aufbauen, um Handel und Wirtschaft zu fördern. Er beauftragte mit Generalvollmacht Magister Adam Friedrich Zürner (1679 – 1742) mit der Durchführung. Das System der Postmeilensäulen umfasste Distanzsäulen, Viertelmeilensteine, Halb- und Ganzmeilensäulen. Die Distanzsäulen sollten in den Städten vor den Stadttoren, später nur auf den Marktplätzen aufgestellt werden. Entlang der Poststraßen wurden Viertelmeilensteine, Halb- und Ganzmeilensäulen aufgestellt. Sie erhielten eine fortlaufende Nummerierung (Reihennummer), beginnend vom Anfang der Vermessung. Die Ganzmeilensäulen wurden außerhalb der Städte an den Poststraßen im Abstand von 1 Meile (= 9,062 km) aufgestellt. Die Distanzsäulen waren mit dem Monogramm „AR“ für „Augustus Rex“, dem kursächsischen und polnisch-litauischen Doppelwappen sowie der polnischen Königskrone gekennzeichnet. Die Ganzmeilen-, Halbmeilensäulen und Viertelmeilensteine waren alle ähnlich beschriftet, alle trugen kein Wappen, aber das Monogramm „AR“. Die Entfernungsangaben erfolgten in Wegestunden (1 Stunde= ½ Postmeile = 4,531 km). Dieses Meilensystem war das erste europäische Verkehrsleitsystem. Der hier betrachteten Säule kommt als Teil des überregional bedeutenden Postwegesystems eine hohe verkehrsgeschichtliche Bedeutung zu. | 09301587 |
| Weitere Bilder                          | Hospitalkirche und Kirchhof mit 16 Grabmalen, sechs Grufthäusern, Gedenktafel, OdF-Gedenkstein, Kapelle, Mauerresten des ehemaligen Hospitals und Einfriedungsmauer                                                                                 | Kamenzer Straße (Karte) | 1578/1579 (Kirche); 18. /19. Jahrhundert (Grufthaus); 1689 bis Anfang 20. Jahrhundert (Grabmal); 1905/1906 (Friedhofskapelle, Anbau an Kirche); 1630 (Hospital) | Baugeschichtlich und ortsgeschichtlich von Bedeutung. - Kirche: einfacher Saalbau, Westturm, 1579 als Begräbniskapelle erbaut, 1682 erweitert, 1728 erneuert, Kapelle mit Mansarddach und monumentaler Portalarchitektur als späterer Anbau an die Kirche, - Grufthaus der Familie Jenichen, 1931 (ehemals Webersche Gruft, 1840) - Königsche Gruft (heute Geräteschuppen), 18. Jahrhundert - Grufthaus der Familie Krug, 19. Jahrhundert, 1931 verändert - Grufthaus der Familie Eckhardt, 2. Hälfte 19. Jahrhundert - Qandtsche Gruft (heute Scholz), 2. Hälfte 19. Jahrhundert - Adlersche Gruft (heute Langer), 19. Jahrhundert, nach 1932 verändert - Grabplatte eines Kindes, 1689 (1994 gefunden, bis dahin verwendet als Eingangsstufe vor hinterer Tür der Hospitalkirche) - Grabmal mit Sandsteinsockel und kleiner Christusfigur (wegen Sachbeschädigung zurzeit in der Kirche verwahrt), 1. Hälfte 19. Jahrhundert - Grabmal Joh. Friedrich Vogtländer, gestorben 1844 - Grabmal T. M. Richter, gestorben 1831, Sandstein - Grabmal Heinrich Gottlieb Lohse und Johanna Sophie, 1. Hälfte 19. Jahrhundert - Grabmal des Martin Keyser, bezeichnet mit 1727 - Grabmal Johann Wilhelm Hempel, gestorben 1883, Sandstein - Wandgrabmal Familie Wesolek, Ende 19. Jahrhundert - Wandgrabmal Familie Gustav Robert Steglich, nach 1900 - Wandgrabmal Familie Reuter, Anfang 20. Jahrhundert - Wandgrabmal der Konzertmeisterin Constance Rose Frank, geborene Wedgwood, gestorben 1903 - Wandgrabmal Familie Karl Friedrich Morenz (gestorben 1949) und Elisabeth Morenz - Grabmal mit späterem Sinnspruch, Postament mit Vase, 19. Jahrhundert - Grabmal des Bürgermeisters Rödelbach, gestorben 1827 - Grabmal Carl Adolph Georgi, gestorben 1860, Postament mit Vase - Grabmal Carl Theodor Sundberg (?), 1830 - OdF Gedenkstein - Gedenktafel für den Gründer des Hospitals Christoph Freiherr von Schellendorff, um 1630 | 09227205 |
| Direkt Bild zu diesem Denkmal hochladen | Ehemalige Posthalterei (Wohnhaus in Ecklage) | Kamenzer Straße 2 (Karte) | 1876 | Baugeschichtlich und städtebaulich von Bedeutung. Dreigeschossig, Walmdach, Lisenengliederung im Erdgeschoss, abgeschrägte Hausecke mit Eingang, Gurtgesims, zwei Eingänge. Posthalterei ab 1876, nach Verlegung der Post 1897 Kolonialwarenladen. Nummer 27, Sanierung mit denkmalschutzrechtlicher Genehmigung, Gerichtsentscheid zu Dachfenstern vom 11. Februar 1998. | 09227122 |
| Direkt Bild zu diesem Denkmal hochladen | Wohnhaus in geschlossener Bebauung | Kamenzer Straße 6 (Karte) | Um 1860 | Baugeschichtlich und städtebaulich von Bedeutung, zweigeschossig, Dachhäuschen, Putznutung, im Erdgeschoss rustizierende Gliederung, Gurtgesims, Sandsteinfenstergewände, originale Tür, Fenster erneuert | 09227121 |
| Direkt Bild zu diesem Denkmal hochladen | Wohnhaus in Ecklage und in halboffener Bebauung | Kamenzer Straße 16 (Karte) | 3. Viertel 19. Jahrhundert | Baugeschichtlich und städtebaulich von Bedeutung, zweigeschossig, Satteldach, Sandsteinfenstergewände mit Verdachungen und Rundbogenfenster, im Giebel mittig ein Medaillon, Lüftungsrosette, Eingang verändert, ursprünglich breites Rundbogenportal | 09227119 |
| Weitere Bilder                          | Wohnhaus mit Laden in geschlossener Bebauung; | Markt 1 (Karte) | 1848 | Als Teil der Marktplatzbebauung baugeschichtlich und städtebaulich von Bedeutung, zweigeschossig, Sandsteingewände, zwei Dachhäuschen (jünger), Segmentbogenportal | 09227132 |
| Weitere Bilder                          | Wohnhaus in geschlossener Bebauung | Markt 4 (Karte) | 1848 | Als Teil der Marktplatzbebauung baugeschichtlich und städtebaulich von Bedeutung, zweigeschossig, Konsolgesims, Satteldach, zwei Dachhäuschen (Kragsteine), eine Fledermausgaupe | 09227131 |
| Weitere Bilder                          | Wohnhaus mit Laden in geschlossener Bebauung | Markt 6 (Karte) | 1848 | Als Teil der Marktplatzbebauung baugeschichtlich und städtebaulich von Bedeutung, zweigeschossig, Konsolgesims, Schleppgaupe (jünger), Sandsteingewände, Fensterüberdachungen | 09227130 |
| Weitere Bilder                          | Schwarzer Adler (Gasthof in Ecklage) | Markt 8 (Karte) | Bezeichnet mit 1777, spätere Veränderungen | Als Teil der Marktplatzbebauung baugeschichtlich, ortsgeschichtlich und städtebaulich von Bedeutung, zweigeschossig, Mansarddach mit Zwerchhaus, stark verändert, Relief mit schwarzem Adler (bezeichnet mit 1777), vor allem im Eingangsbereich verändert | 09227133 |
| Weitere Bilder                          | Löwenapotheke; Wohnhaus mit Apotheke in geschlossener Bebauung | Markt 9 (Karte) | 1760 abgebrannt und wiederaufgebaut | Als Teil der Marktplatzbebauung baugeschichtlich, städtebaulich und ortsgeschichtlich von Bedeutung, zweigeschossig, Mansarddach, große Dachgaupe mit Fledermausgaupe, Erker über Eingang, Relief mit goldenem Löwen (nach 1760) | 09227136 |
| Weitere Bilder                          | Wohnhaus in geschlossener Bebauung | Markt 10 (Karte) | Vor 1800 | Als Teil der Marktplatzbebauung baugeschichtlich und städtebaulich von Bedeutung, zweigeschossig, Gurtgesims, Mansarddach, zwei Dachhäuschen, Pilastergliederung im Erdgeschoss | 09227137 |
| Weitere Bilder                          | Wohnhaus mit Laden in geschlossener Bebauung | Markt 11 (Karte) | Vor 1800 | Als Teil der Marktplatzbebauung baugeschichtlich und städtebaulich von Bedeutung, Gurtgesims, Mansarddach, Dachhäuschen (jünger), Kreuzstockfenster erhalten | 09227138 |
| Weitere Bilder                          | Ehemaliger Gasthof „Zum Goldenen Hirsch“ in Ecklage | Markt 12 (Karte) | Bezeichnet mit 1777 | Als Teil der Marktplatzbebauung baugeschichtlich und städtebaulich von Bedeutung, ortsgeschichtlicher Wert, zweigeschossig, Mansarddach mit Dachhäuschen, Eingangsbereich mit Korbbogenabschluss, darüber Relief mit springendem Hirsch, Kreuzstockfenster erhalten | 09227140 |
| Weitere Bilder                          | Amtsgericht in halboffener Bebauung | Markt 13 (Karte) | 1851 | Baugeschichtlich und ortsgeschichtlich von Bedeutung, dreigeschossig, ursprünglich zwei Häuser, Eckhaus: Gurtgesims, Fensterverdachungen, Mittelachse durch Balkon und gekuppelte Rundbogenfenster betont, Zahnschnittfries, Amtsgebäude: Gurtgesims, Kragsteine, Rundbogenportal übergiebelt, sächsisches Wappen, Rundbogenfenster im Erdgeschoss und ersten Obergeschoss, Fensterverdachungen zum Teil mit Giebel, im zweiten Obergeschoss waren ursprünglich die Gefängniszellen | 09227139 |
| Weitere Bilder                          | Wohnhaus mit Laden in geschlossener Bebauung | Markt 14 (Karte) | 2. Hälfte 18. Jahrhundert | Als Teil der Marktplatzbebauung baugeschichtlich und städtebaulich von Bedeutung, dreigeschossig, Fledermausgaupen, Korbbogenportal mit Schlussstein, spätere Aufstockung | 09227141 |
| Weitere Bilder                          | Wohnhaus mit Laden in geschlossener Bebauung | Markt 15 (Karte) | 2. Hälfte 18. Jahrhundert | Als Teil der Marktplatzbebauung baugeschichtlich und städtebaulich von Bedeutung, dreigeschossig, Korbbogenportal mit Schlussstein, später aufgestockt | 09227143 |
| Weitere Bilder                          | Wohnhaus in geschlossener Bebauung | Markt 16 (Karte) | Um 1850 | Als Teil der Marktplatzbebauung baugeschichtlich und städtebaulich von Bedeutung, zweigeschossig, Mansarddach, Dachhäuschen, Korbbogenportal mit Schlussstein | 09227142 |
| Weitere Bilder                          | Ehemalige Posthalterei; Wohn- und Verwaltungsgebäude in Ecklage | Markt 18 (Karte) | Mit Resten aus dem 17. Jahrhundert | Baugeschichtlich, ortsgeschichtlich und platzbildprägend von Bedeutung, zweigeschossig, Mansarddach mit Schopf, Schleppgaupe, Altan auf dorischen Säulen, Fenster im Erdgeschoss von Rundbogen überfangen, Toreinfahrt zur Marktstraße, Balkongitter erhalten, Abbruchgenehmigung 2000 erteilt | 09227129 |
| Weitere Bilder                          | Wohnhaus mit Anbau in Ecklage | Markt 19 (Karte) | Nach 1847 | Als Teil der Marktplatzbebauung, baugeschichtlich, städtebaulich und platzbildprägend von Bedeutung, zweigeschossig, geschweifter Knickgiebel, Zwerchhaus, Dachhäuschen, Eckerker, Sandsteinfenstergewände, Schaufenster mit profiliertem Sandsteingewände, Segmentbogenportal mit Schlussstein, an der Rückseite Saalanbau Zwerchhaus, Mansarddach, Gaupen, Gesims, nach 1847 als zwei Häuser wiederaufgebaut, später Umbau zur Druckerei Alfred Papst | 09227128 |
| Weitere Bilder                          | Rathaus in Ecklage | Markt 20 (Karte) | 1847 | Baugeschichtlich, ortsgeschichtlich und platzbildprägend von Bedeutung, zweigeschossig, Walmdach, Dachhäuschen, Turmvorbau mit Glockenturm und Uhr, mit Wetterfahne bezeichnet, über Eingang Stadtwappen, Sandsteinfenstergewände, Fensterverdachung | 09227127 |
| Weitere Bilder                          | Ehemalige Gerberei Kreische; Wohnhaus in geschlossener Bebauung | Marktstraße 1 (Karte) | Nach 1847 | Baugeschichtlich und städtebaulich von Bedeutung, zweigeschossig, Gurtgesims, Konsolgesims, profilierte Fenstergewände, Segmentbogenportal, an der Rückseite bezeichnet mit 1828 im wiederverwendeten Türsturz vom Vorgängerbau, Putzrustizierung im Erdgeschoss entfernt, ebenso Fenster- und Portalbekrönung, Fensterläden entfernt | 09227144 |
| Weitere Bilder                          | Mietshaus in halboffener Bebauung | Marktstraße 2 (Karte) | 2. Hälfte 19. Jahrhundert | Historisierende Klinkerfassade, baugeschichtlich und städtebaulich von Bedeutung, dreigeschossig, Klinker mit Sandsteinzierelementen, im ersten Obergeschoss Fenster übergiebelt, Kranzgesims, durch Dachausbau verunstaltet | 09227210 |
| Weitere Bilder                          | Wohnhaus mit Laden in geschlossener Bebauung und Ecklage | Mittelstraße 7 (Karte) | 1. Hälfte 19. Jahrhundert | Baugeschichtlich von Bedeutung, straßenbildprägend in einer für Königsbrück typischen kurzen Gasse, zweigeschossig, Walmdach, Ladeneinbau: Fensterrahmen mit floralem Motiv, Eingang des Wohnhauses mit Segmentbogenportal, Garagenanbau | 09227197 |
| Weitere Bilder                          | Stadtmühle Alfred Kretzschmar; Mühlengebäude und Silo eines Mühlenanwesens | Mühlstraße 21 (Karte) | 1937 (Mühlengebäude); 1931 (Silo) | Ortsgeschichtlich, baugeschichtlich und technikgeschichtlich von Bedeutung. Mühlengebäude und Silo mit aufeinander Bezug nehmender Gestaltung durch gliedernde Putzlisenen in Anlehnung an neoklassizistische Fassadenausbildungen, Mühlengebäude mit Aufschrift „Stadtmühle Alfred Kretzschmar“, intaktes Wand-Öffnung-Verhältnis, vom ehemaligen Anbau an das Mühlengebäude nur zweigeschossige nordwestliche Fassade erhalten, war wohl ältestes Gebäude des gesamten Mühlenanwesens (Bruchstein mit segmentbogigen Fensteröffnungen), Silo mit beeindruckendem Aufbau (zippusbekrönt), Anbau an Silo mit Erker, Dacherker und Gaupe sowie (saniertes) Stallgebäude in Flucht des Silos mit zwei segmentbogigen und einer rechteckigen Toröffnung und gepaarten segmentbogigen Fenstern im Obergeschoss, Mühlgraben im Oberlauf vom Wehr bis zur Mühle führend und im Unterlauf von Mühle bis zur Einmündung in anderen Mühlgraben führend vollständig erhalten. | 09229994 |
| Weitere Bilder                          | Stadtbibliothek; Bibliotheksgebäude | Rathausgäßchen (Karte) | Nach 1847 | Baugeschichtlich und ortsgeschichtlich von Bedeutung, zweigeschossig, zugemauerte Arkaden, neue Sandsteinpilaster, Pfeiler, Arkaden im Erdgeschoss, Gurtgesims, neue Dachhäuschen | 09227211 |
| Weitere Bilder                          | Denkmal für die Gefallenen des Ersten Weltkrieges sowie zwei Reliefs und Figurengruppe zur Erinnerung an den Zweiten Weltkrieg | Scheibischer Berg (Flurstück 387/7) (Karte)                                                                                      | 1927 (Kriegerdenkmal); 1960er Jahre (Relief und Figurengruppe)                                                                                                  | Sechs Gedenksteine mit Namen der Toten des Ersten Weltkriegs, Granitwand mit zwei Wandreliefs „Frontschicksal“ (Stalingrad) und „Leid der Heimat“ (Zerstörung Dresdens) sowie die Figurengruppe „Gepeinigte“ (Buchenwald), ortsgeschichtlich und künstlerisch von Bedeutung. Granitmauer, Skulpturen und Relieftafeln aus Sandstein von Curt Tausch aus den 60er Jahren, vorheriger Obelisk (Kriegerdenkmal Erster Weltkrieg) in den 1940er Jahren abgetragen. | 09227216 |
| Weitere Bilder                          | Wegestein | Schloßberg 1 (bei) (Karte) | 1. Hälfte 19. Jahrhundert | Verkehrsgeschichtlich von Bedeutung, Natursteinstele mit pyramidalem Abschluss, Inschriften: Ortsangaben, Wegestunden sowie Richtungspfeil | 09301590 |
| Weitere Bilder                          | Schloss und Schlosspark Königsbrück (Sachgesamtheit) | Schloßberg 1, 3 (Karte) | 18.–19. Jahrhundert | Sachgesamtheit Schloss und Schlosspark Königsbrück mit folgenden Einzeldenkmalen: Schloss, ehemaliges Rentamt, Wirtschaftshof, dessen Südflügel ehemalige Orangerie mit Tordurchfahrt und Wasserhochbehälter auf dem Dachboden und Mittelbeet mit Kamelien der Gärtnerei Seidel, Gewächshaus in ehemaliger Schlossgärtnerei mit drei Kamelien sowie Schlosspark mit Steinkreuz, zwei Steinbänken und Steintisch, Zisterne, Brunnenbecken, zwei Gartenbrücken im Park, Gedenktafel unterhalb der Gärtnerei und Stützmauer mit Stützpfeilern (09227214); kulturgeschichtlich, ortsgeschichtlich, gartengeschichtlich und landschaftsgestaltend sowie pflanzenkulturgeschichtlich von Bedeutung. Schlosspark mit Brunnenbecken und Bänken aus Sandstein, Brücke mit Stufen und Geländer und einfache Bruchsteinbrücke, im Schlossbereich Stützmauern mit Stützpfeilern über kleinem Wassergraben und Steinkreuz (Granit), im Mittelbeet Mutterpflanzen der Gärtnerei Seidel im Alter zwischen 80 und 100 Jahren (Sorten: „Lady Campbell“ einfach, „Frau Minna Seidel“, „Mathotiana Alba“, „Lady Campbell“, „Colombo“, „Nummer 101“ (noch nicht wieder bestimmt), „Chandler`s Elegans“, „Bernhard Lauterbach“ und „Eleganse Alba“), die genannten Kamelien im Mittelbeet entstammen Sorten, die in mehreren Exemplaren in Zuschendorf vorhanden sind. - Gartenteile: - Schlosspark linksseitig der Pulsnitz in der Ebene sowie im Hangbereich mit landschaftlicher Wegeführung und altem Gehölzbestand - Schlosspark rechtsseitig der Pulsnitz in der Ebene mit Resten der landschaftlichen Wegeführung sowie altem Gehölzbestand - Terrassierte Anlage des Mühlgrabens - Terrassengärten des Barockschlosses (1703 angelegt) in der ersten, zweiten und dritten Ebene mit Stützmauern und Rasenflächen - Terrasse im Süden der Schlossanlage mit ehemaligem Schlossgarten und Schlossteich in der dritten Ebene - Schlossvorhof des vorderen barocken Schlosses mit vorgelagerter Schlossterrasse und Rampenauffahrt sowie Wirtschaftshof etwa in der dritten Ebene - Schlosshof und obere Terrasse der hinteren alten Schlossanlage in der vierten Ebene | 09301570 |
| Weitere Bilder                          | Ehemaliges Rentamt (Einzeldenkmal zu ID-Nr. 09301570) | Schloßberg 1 (Karte) | 18. Jahrhundert, im Kern älter | Einzeldenkmal der Sachgesamtheit Schloss und Schlosspark Königsbrück; kultur- und ortsgeschichtlich von Bedeutung | 09227214 |
| Weitere Bilder                          | Schloss (Einzeldenkmal zu ID-Nr. 09301570) | Schloßberg 3 (Karte) | Um 1700 | Einzeldenkmal der Sachgesamtheit Schloss und Schlosspark Königsbrück; Baugeschichtlich, kulturgeschichtlich und ortsgeschichtlich von Bedeutung. Längsrechteckiger Bau, dreigeschossig, illusionistische Bemalung, Kolossalpilaster, Balkon, Walmdach mit Fledermausgaupen, Sandsteingewände, Rundbogenportal, an der Rückseite weiteres Rundbogenportal mit Eichenlaub, Wendeltreppe, schmiedeeiserne Beschläge, im Dachgeschoss gezogener Schornstein, original aus der Erbauungszeit von 1700 erhalten, mit Seltenheitswert im sächsischen Raum. Schloss Königsbrück, Psychiatrische Einrichtung. Großzügige Anlage auf von der Pulsnitz umflossenem Plateau. Hauptbau mit barocker Schauseite und Resten der mittelalterlichen Vierflügelanlage. Großer Wirtschaftshof. Für die jetzige Anlage die barocken Umgestaltungen um 1700 prägend. Dreigeschossige Schauseite mit aufgemalter Kolossalordnung mit ionischen Pilastern. Die Mitte durch Balkon betont. Im Erdgeschoss Kreuzgratgewölbe. Von der älteren Anlage nur der Nordwest-Flügel mit inzwischen vermauerten Arkaden, Treppenturm und Rundbogentor mit Renaissanceornamentik erhalten. | 09227214 |
|                                         | Wirtschaftshof (dessen Südflügel ist ehemalige Orangerie) mit Tordurchfahrt (Einzeldenkmal zu ID-Nr. 09301570) | Schloßberg 3 (Karte) | Um 1700 | Einzeldenkmal der Sachgesamtheit Schloss und Schlosspark Königsbrück; Baugeschichtlich, kulturgeschichtlich und ortsgeschichtlich von Bedeutung. - Rentamt: zweigeschossig, Kranzgesims, gequadertes Rundbogenportal, Mansarddach, Dachgaupen - Torhaus dessen Südflügel die ehemalige Orangerie beherbergte: verändert, (2002 Ergänzung des Schornsteins in Absprache mit Landesamt für Denkmalpflege), vor 2014 Schornstein abgebrochen, großes Wasserreservoir (Wasserhochbehälter) auf dem Dachboden der Orangerie als Rest der Wasserversorgung - Wasserreservoir (Wasserhochbehälter) auf dem Dachboden der Orangerie als Rest der Wasserversorgung der Gärten - Wirtschaftsgebäude: langgestreckter Gebäudeteil, zweigeschossig, Eckrisalit, Mansarddach mit Dachhäuschen | 09227214 |
| Weitere Bilder                          | Gewächshaus in ehemaliger Schlossgärtnerei mit drei Kamelien (Einzeldenkmal zu ID-Nr. 09301570) | Schloßberg 3 (Karte) | Kamelie um 1850 | Einzeldenkmal der Sachgesamtheit Schloss und Schlosspark Königsbrück; Baugeschichtlich, kulturgeschichtlich und ortsgeschichtlich von Bedeutung. Gewächshaus mit massiver Rückwand und ebenerdigen kleinen Mauerringen um die drei Kamelien (zwei weiße, eine rote). Nur die gefüllte rotblühende Kamelie (Althaeiflora) unter Schutz, als Produkt gärtnerischer Züchtung von besonderer kulturgeschichtlicher Bedeutung, Denkmal wegen hohem Alter und Seltenheitswert. Zur Anschaffung der Sorten von Kamelien in Königsbrück keine konkrete Unterlage existent. Um 1892 von Schlossgärtner Kamelienpflanzen zum Verkauf inseriert, es müssen also entsprechend große und alte Mutterpflanzen zur Stecklingszucht verfügbar gewesen sein. Zu dieser Zeit Übernahme der Standesherrschaft durch Naumanns, die bis Ersten Weltkrieg brauchten, um Schloss wieder bewohnbar zu machen. Dabei anfallender Bauschutt u. a. im Gewächshaus verfüllt, wobei Kamelien mit kleinen Mauern abgetrennt (Kamelien vertragen keinen Kalk). Beweis dafür, dass zu dieser Zeit entsprechend große Kamelien bereits vorhanden waren, Naumanns also nicht für Anschaffung der Kamelien greifbar. Vor Naumanns Grafen von Wilding Standesherren in Königsbrück. Von ihnen ist bekannt, dass sie Schloss bis Unbewohnbarkeit heruntergewirtschaftet hatten, deshalb umfangreichste Sanierungsarbeiten durch Naumanns erforderlich. Vermutlich keine Anschaffung von Kamelien durch Grafen von Wilding. Deren Vorgänger waren Grafen von Hohenthal (Standesherrschaft Königsbrück 1803–1856). Diese wohltätig und vielseitig tätig (Gründung erster sächsischer Sparkasse in Königsbrück, Gründung erster Kindereinrichtung vor Fröbe Louisenstift Königsbrück, Gründung Friedrichstädter Krankenhaus Dresden u. a.), Einführung von Kamelien denkbar. Eintrag in Kirchenchronik 1846 vom damaligen Oberpfarrer Kirsch, dass „...das Kamelienhaus im Schloss früher wiederhergerichtet wurde wie sonst“. Zu dieser Zeit also bereits ein Gebäude existent, das als Kamelienhaus bezeichnet wurde und offensichtlich für Winterbetrieb wiederhergerichtet. Solches Kamelienhaus nicht für kleine Topfpflanzen, sondern größere Exemplare. Kamelien also vermutlich in Zeit der Standesherrschaft der Grafen von Hohenthal in Königsbrück angeschafft, Alter etwa 160 Jahre (Ersterwähnung) bzw. möglicherweise 170–180 Jahre (Blütezeit der Standesherrschaft derer von Hohenthal von 1820–1830). | 09227214 |
|                                         | Steinkreuz (Einzeldenkmal zu ID-Nr. 09301570) | Schloßberg 3 (Karte) | | Einzeldenkmal der Sachgesamtheit Schloss und Schlosspark Königsbrück; Baugeschichtlich, kulturgeschichtlich und ortsgeschichtlich von Bedeutung, Granit | 09227214 |
| Direkt Bild zu diesem Denkmal hochladen | Zwei Steinbänke (Einzeldenkmal zu ID-Nr. 09301570) | Schloßberg 3 (Karte) | Um 1700 | Einzeldenkmal der Sachgesamtheit Schloss und Schlosspark Königsbrück; Baugeschichtlich, kulturgeschichtlich und ortsgeschichtlich von Bedeutung, Sandstein | 09227214 |
|                                         | Zisterne (Einzeldenkmal zu ID-Nr. 09301570) | Schloßberg 3 (Karte) | Um 1700 | Einzeldenkmal der Sachgesamtheit Schloss und Schlosspark Königsbrück; Baugeschichtlich, kulturgeschichtlich und ortsgeschichtlich von Bedeutung | 09227214 |
| Direkt Bild zu diesem Denkmal hochladen | Zwei Brunnenbecken (Einzeldenkmal zu ID-Nr. 09301570) | Schloßberg 3 (Karte) | Um 1700 | Einzeldenkmal der Sachgesamtheit Schloss und Schlosspark Königsbrück; Baugeschichtlich, kulturgeschichtlich und ortsgeschichtlich von Bedeutung | 09227214 |
|                                         | Zwei Gartenbrücken im Park (Einzeldenkmal zu ID-Nr. 09301570) | Schloßberg 3 (Karte) | Um 1700 | Einzeldenkmal der Sachgesamtheit Schloss und Schlosspark Königsbrück; Baugeschichtlich, kulturgeschichtlich und ortsgeschichtlich von Bedeutung, Brücke mit Stufen und Geländer und einfache Bruchsteinbrücke | 09227214 |
| Direkt Bild zu diesem Denkmal hochladen | Gedenktafel unterhalb der Gärtnerei (Einzeldenkmal zu ID-Nr. 09301570) | Schloßberg 3 | 1703 | Einzeldenkmal der Sachgesamtheit Schloss und Schlosspark Königsbrück; Baugeschichtlich, kulturgeschichtlich und ortsgeschichtlich von Bedeutung, Mauer unterhalb der Gärtnerei mit einer Sandsteinplatte, bezeichnet mit 1703 | 09227214 |
|                                         | Stützmauer mit Stützpfeilern (Einzeldenkmal zu ID-Nr. 09301570) | Schloßberg 3 (Karte) | Um 1700 | Einzeldenkmal der Sachgesamtheit Schloss und Schlosspark Königsbrück; Baugeschichtlich, kulturgeschichtlich und ortsgeschichtlich von Bedeutung, Stützmauern über zwei Etagen, im unteren Bereich mit Stützpfeilern über einen schmalen Wassergraben, im Schlossbereich Stützmauern mit Stützpfeilern über kleinem Wassergraben | 09227214 |
| Weitere Bilder                          | Wohnhaus mit Ladeneinbau in geschlossener Bebauung und Hinterhaus | Schloßstraße 1 (Karte) | Nach 1847 (Wohnhaus); Anfang 19. Jahrhundert (Hinterhaus) | Baugeschichtlich und städtebaulich von Bedeutung. - Wohnhaus: zweigeschossig, Segmentbogenportal, neue Dachgaupe, im Erdgeschoss Eierstabmotiv am Gewände der Ladenfenster - Hinterhaus: eingeschossig, Satteldach, langer Dachhecht | 09227206 |
| Weitere Bilder                          | Wohnhaus in geschlossener Bebauung | Schloßstraße 3 (Karte) | Nach 1847 | Baugeschichtlich und städtebaulich von Bedeutung, zweigeschossig, mit Gurt- und Kranzgesims, Rustizierung im Erdgeschoss und florales Bekrönungsmotiv über Fenstern im Obergeschoss als illusionistische Malerei, Fensterläden im Erdgeschoss, originale Tür mit Oberlicht | 09227207 |
| Weitere Bilder                          | Wohnhaus in geschlossener Bebauung | Schloßstraße 6 (Karte) | 1733 (Tür) | Baugeschichtlich und städtebaulich von Bedeutung, zweigeschossig, Mansarddach, Gaupen (später), Segmentbogenportal mit Schlussstein (bezeichnet mit 1733) und Bedachung, Tür erhalten | 09227135 |
| Weitere Bilder                          | Wohnhaus mit Laden in geschlossener Bebauung | Schloßstraße 14 (Karte) | Ende 19. Jahrhundert, im Kern älter | Baugeschichtlich und städtebaulich von Bedeutung, dreigeschossig, Gurtgesims, Korbbogenportal mit Schlussstein, eine Fledermausgaupe, Ladeneinbau weitgehend unverändert | 09227185 |
| Weitere Bilder                          | Gaststätte Ziegler; Gasthaus in geschlossener Bebauung | Schloßstraße 20 (Karte) | 1. Hälfte 19. Jahrhundert, im Kern älter | Baugeschichtlich und ortsgeschichtlich von Bedeutung, zweigeschossig, Dachhäuschen, Korbbogenportal mit Schlussstein, Kreuzgewölbe in der Küche | 09227184 |
| Weitere Bilder                          | Wohnhaus mit Laden in geschlossener Bebauung | Schloßstraße 22 (Karte) | Um 1850, im Kern älter | Baugeschichtlich und städtebaulich von Bedeutung, dreigeschossig, Gesims durch Aufstockung wie Nummer 24, zwei Eingänge, einer mit Korbbogenportal und Schlussstein, Sandsteingewände | 09227182 |
| Weitere Bilder                          | Wohnhaus mit Laden in geschlossener Bebauung; | Schloßstraße 24 (Karte) | Um 1850, im Kern älter | Baugeschichtlich und städtebaulich von Bedeutung, dreigeschossig, stark profiliertes Gesims durch Aufstockung (ehemals Traufgesims), Sitznischenportal, Sandsteingewände | 09227183 |
| Weitere Bilder                          | Ehemalige Knabenschule (jetzt Pfarrhaus) in halboffener Bebauung | Schloßstraße 28 (Karte) | Bezeichnet mit 1710 | Baugeschichtlich und ortshistorisch von Bedeutung, zweigeschossig, Walmdach, Dachhäuschen, Fledermausgaupen, Türverdachung – „17 Soli Deo gloria 10“, Sonnenuhr | 09227145 |
| Weitere Bilder                          | Kriegerdenkmal für die Gefallenen von 1866 und 1870/1871 des Amtsgerichtsbezirkes Königsbrück | Schloßstraße 28 (vor) (Karte) | Bezeichnet mit 1901 | Ortsgeschichtlich von Bedeutung, in Form eines Obelisken mit Porträt Kaiser Wilhelms I. und Kanonenkugeln | 09227146 |
| Weitere Bilder                          | Hauptkirche (mit Ausstattung) und Kirchhof mit Einfriedung, schmiedeeisernem Tor, zwei Grabmalen, Mausoleum und Luthereiche | Schloßstraße 30 (Karte) | Kirche bezeichnet mit 1682–1689; Mausoleum bezeichnet mit 1904; Grabmale 1845 und 1847; Luthereiche 1883                                                        | Baugeschichtlich und ortsgeschichtlich von Bedeutung; - Kirche: Saalbau, Turm im Westen (datiert 1717–19), außen Strebepfeiler, polygonal gebrochene Apsis, Rundbogenfenster, zwei Eingänge, Turm quadratisch, dreigeschossig, zwei Geschosse oktogonal, Welsche Haube - Mausoleum für Bruno Naumann: Inschrift „Sei getreu bis in den Tod / So will ich dir die Krone des Lebens geben“ (Off. Joh. 2.10), Rundbau mit Rustika-Mauerwerk, Säulenportal, Mosaik; Architekt Oskar Menzel, Bildhauer Ernst Hottenroth - Grabmal Gräfin von Hohenthal 1845 - Grabmal Freiin von Lasperg 1847 (stark verwittert) - Luthereiche | 09227204 |
| Direkt Bild zu diesem Denkmal hochladen | Netzscheune | Steinborner Straße 1 (Karte) | Bezeichnet mit 1848 | Baugeschichtlich und straßenbildprägend von Bedeutung, massiv, Kniestock, Satteldach, übergiebelter Mittelrisalit, Rundbogentore, Sandsteintafel bezeichnet, Rundbogenfenster im Giebel, Bruchsteinmauerwerk | 09227222 |
| Direkt Bild zu diesem Denkmal hochladen | Flugmedizinisches Institut der Luftwaffe; Institutsgebäude, ehemaliges Ferienheim, zusammengesetzt aus zwei ehemals einzeln stehenden zweigeschossigen Gebäuden und mittlerem viergeschossigem Verbinderbau mit rückwärtigen Balkonen und Terrassen | Steinborner Straße 43 (Karte) | 1930er Jahre (westliches und östliches Gebäude); 1960er Jahre (Verbinderbau)                                                                                    | Langgestreckter Baukörper, Verbinderbau mit architekturhistorisch interessantem Treppenhaus, Seltenheitswert und geschichtliche Bedeutung. Ursprünglich in den 1930er Jahren als KdF-Heim errichtet, bestand damals aus zwei separaten Gebäuden, nach dem Zweiten Weltkrieg Kindererholungsheim, später Kurheim der damaligen „Kasernierten Volkspolizei-Luft“ (KVP-Luft). 1960–61 Umzug der „Untersuchungsstelle Luft“ (Untersuchungen für Flugtauglichkeit) von Cottbus nach Königsbrück, in dieser Zeit Errichtung des Verbindungsbaus (heutiges Vestibülgebäude mit kunstgeschichtlich / architekturgeschichtlich interessantem Treppenhaus). - östlicher Gebäudeteil (mit drei Risaliten): 1994/95 für Unterkünfte umgebaut, dabei Erhaltung ehemaliger Grundriss mit langem durchgängigem Mittelgang und seitlich abzweigenden kleinen Zimmern - westlicher Gebäudeteil: umgerüstet zur heutigen Nutzung für Lehrgangssteuerung, Leitung der Einrichtung, Casino - Verbinderbau: Vestibül und Hörsäle, alle Gebäude mit weitgehend originaler Kubatur und Proportionen, Walmdächern Östliches und westliches Gebäude mit rückseitigen Balkonen und einzelnen Balkonen im Obergeschoss und durchgängig vorgelegter Terrasse mit Sandsteinquader-Stützmauer im Erdgeschoss, östliche Giebelfront mit kleinem Balkon und seitlicher Auffahrt, außermittiger Verbindungsbau als bewusster Akzent in der langen Bauflucht, viergeschossig, rückseitig mit aufwändig gestalteter Terrasse mit Säulenstellungen, im Erdgeschoss Vestibül zwei Wandreliefs (1984) zum Thema Luftfahrt, originale Treppenanlage, Terrazzofußböden, saniert in den 1990er Jahren, weitgehend denkmalgerecht. | 09299970 |
| Direkt Bild zu diesem Denkmal hochladen | Wohnhaus mit Laden in geschlossener Bebauung | Topfmarkt 1 (Karte) | 1. Hälfte 19. Jahrhundert | Baugeschichtlich und städtebaulich von Bedeutung, Türstock neu, zweigeschossig, Segmentbogenportal mit Schlussstein, Sandsteingewände | 09227123 |
| Direkt Bild zu diesem Denkmal hochladen | Wohnhaus in geschlossener Bebauung und Ecklage | Topfmarkt 4 (Karte) | 1852 | Baugeschichtlich und städtebaulich von Bedeutung, zweigeschossig, Erdgeschoss mit Rustika und Diamantquaderung, Obergeschoss mit ionischer Säulenordnung über Eingangstor und Pilastergliederung, gebaut aus Sandstein, der beim Abbruch des Laußnitzer Schlosses gewonnen wurde | 09227227 |
| Direkt Bild zu diesem Denkmal hochladen | Gedenkstein Erster Weltkrieg | Truppenübungsplatz (Dorfstelle Bohra)                                                                                            | Nach 1918 | Kreuzförmig, Granit, ortsgeschichtlich von Bedeutung | 09227147 |
| Weitere Bilder                          | Sühnekreuz | Weißbacher Straße (Straße von Königsbrück nach Weißbach, Ortsausgang rechts) (Karte)                                             | 15.–17. Jahrhundert | Granit, mit eingemeißeltem Beil, ortsgeschichtlich von Bedeutung, Steinkreuz bis Januar 2008 doppelt erfasst, Objekt 09253384 Neukirch Ortsteil Weißbach gelöscht | 09227218 |
| Direkt Bild zu diesem Denkmal hochladen | Wohnhaus mit Laden in halboffener Bebauung | Weißbacher Straße 4 (Karte) | Um 1860 | Baugeschichtlich und städtebaulich von Bedeutung, zweigeschossig, Dachhäuschen, im Obergeschoss Fensterverdachungen, profilierte Fenstergewände, schmiedeeiserner Fahnenhalter | 09227173 |
| Direkt Bild zu diesem Denkmal hochladen | Wohnhaus in geschlossener Bebauung | Weißbacher Straße 5 (Karte) | 1. Hälfte 19. Jahrhundert | Baugeschichtlich und städtebaulich von Bedeutung, zweigeschossig, Korbbogenportal mit Schlussstein, originale Tür erhalten, Granitgewände | 09227171 |
| Direkt Bild zu diesem Denkmal hochladen | Wohnhaus in geschlossener Bebauung | Weißbacher Straße 10 (Karte) | Um 1910 | Baugeschichtlich und städtebaulich von Bedeutung, zweigeschossig, flacher Erker, Krüppelwalm, Mansarddach, ähnlich wie Nummer 15 | 09227174 |
| Direkt Bild zu diesem Denkmal hochladen | Wohnhaus mit Laden in geschlossener Bebauung | Weißbacher Straße 15 (Karte) | Bezeichnet mit 1913 | Baugeschichtlich und städtebaulich von Bedeutung, zweigeschossig, Mansarddach, mittiger flacher Erker mit Krüppelwalm, Rundbogentür, Schlussstein bezeichnet mit „E. Z. 1913“, Sandsteinkonsolen, Ladeneinbau unverändert, Tür erhalten | 09227169 |
| Direkt Bild zu diesem Denkmal hochladen | Töpferei Frommhold; Wohnhaus in halboffener Bebauung | Weißbacher Straße 21 (Karte) | Bezeichnet mit 1851 (Wohnhaus); 1950 (Töpferrelief) | Ortsgeschichtlich von Bedeutung, zweigeschossig, folgt dem Straßenverlauf (konvex), Erdgeschoss Rundbogenfenster, im Obergeschoss mit Fensterverdachungen, Rundbogentür, darüber Töpfer im Relief, 1851 gegründet, wieder aufgebaut 1946/1948 von Fritz Frommhold, Relief mit Vase, letzte Töpferei im Ort, TD fraglich | 09227168 |
| Direkt Bild zu diesem Denkmal hochladen | Wohnhaus in offener Bebauung | Weißbacher Straße 26 (Karte) | 2. Viertel 19. Jahrhundert | Baugeschichtlich und platzbildprägend von Bedeutung, eingeschossig, Krüppelwalmdach, Korbbogenportal mit Schlussstein | 09227223 |
| Direkt Bild zu diesem Denkmal hochladen | Fabrikantenvilla mit Einfriedung | Weißbacher Straße 30 (Karte) | Um 1870 | Weitgehend unveränderte Bausubstanz, baugeschichtlich und ortsgeschichtlich von Bedeutung, Fabrikbesitzer Reuter, Tür original, zweigeschossig, Gurtgesims, Sandsteinfenstergewände, Fensterverdachungen, Freitreppe, Walmdach | 09227220 |
| Direkt Bild zu diesem Denkmal hochladen | Mietshaus mit Einfriedung in offener Bebauung | Weißbacher Straße 53 (Karte) | Anfang 20. Jahrhundert | Weitgehend unveränderte Bausubstanz, baugeschichtlich von Bedeutung, zweigeschossig, Zierfachwerk, behauene Fensterstürze aus Sandstein und Sandsteinsockel, Schleppgaupen, Fenster erhalten, Blitzableiter | 09227221 |

## Gräfenhain
| Bild                                    | Bezeichnung                                                                                               | Lage                                                | Datierung                                                | Beschreibung | ID       |
| --------------------------------------- | --- | --------------------------------------------------- | -------------------------------------------------------- | --- | -------- |
| Direkt Bild zu diesem Denkmal hochladen | Kreuzstein (mit Johanniterkreuz)                                                                          | (Flurstück 552/1) (Karte)                           | Spätmittelalter                                          | Ortsgeschichtlich von Bedeutung | 09227213 |
|                                         | Sämtliche Trockenmauern als Einfriedungs- und Stützmauern (Lesesteine/Zwicker) im Ort                     | (Karte)                                             | Vermutlich ab 12. Jahrhundert                            | Ortsbildprägend von Bedeutung, im Bereich Hauptstraße (beidseitig), Keulenbergstraße (beidseitig), Schulstraße (besonders Nummer 4) und Dorfstraße | 09227096 |
| Direkt Bild zu diesem Denkmal hochladen | Bier- und Weinkeller                                                                                      | Am Braukeller (Karte)                               | Bezeichnet mit 1668                                      | Bezeichnet über Eingang, baugeschichtlich und ortsgeschichtlich von Bedeutung, Inschrift der Steintafel: „Gott ehret, nähret, mehret den, der ihn ehret. Martin Winkler hat diesen Keller erbaut 1648.“ | 09227103 |
| Direkt Bild zu diesem Denkmal hochladen | Wohnstallhaus eines Dreiseithofes und Trockenstützmauer                                                   | Auf dem Hügel 5 (Karte)                             | Um 1800                                                  | Baugeschichtlich und ortsbildprägend von Bedeutung. Wohnstallhaus eingeschossig, massiv, Giebel verbrettert, hölzerne Gewände, Heutür im Dach, weiter Dachüberstand, weitgehend unverändert erhalten, stand bis 2004 unter „Am Braukeller 5“ und „Flurstück 49“ in der Denkmalliste, Korrekturen auf Grundlage schriftlicher Zuarbeit der Unteren Denkmalschutzbehörde Landratsamt Kamenz | 09227101 |
| Direkt Bild zu diesem Denkmal hochladen | Wegestein                                                                                                 | Dorfstraße (Ecke Alte Höckendorfer Straße) (Karte)  | 19. Jahrhundert                                          | Verkehrsgeschichtlich von Bedeutung, Granitsäule mit Aussparungen im oberen Bereich für Anbringung eines hölzernen Wegweiserarmes (ehemalige Armsäule), nach oben verjüngend zulaufend, soll restauriert und ergänzt werden (Inschrift: „Laußnitz 3/4 Std“) | 09300633 |
|                                         | Kriegerdenkmal für die Opfer des Ersten Weltkrieges und Gedenktafel für die Opfer des Zweiten Weltkrieges | Hauptstraße (Karte)                                 | 1920 (Kriegerdenkmal); bezeichnet mit 1989 (Gedenktafel) | Ortsgeschichtlich von Bedeutung | 09227095 |
| Direkt Bild zu diesem Denkmal hochladen | Brücke | Hauptstraße (am Anfang des Tiefenbachtales) (Karte) | 1. Hälfte 19. Jahrhundert                                | Einbogige Gewölbebrücke aus Bruchstein über die Pulsnitz, landschafts- und ortsbildprägend von Bedeutung, Brücke BW2 K41, km 1070, zuletzt umgebaut/erneuert 1946, Ursprung vermutlich 1. Hälfte 19. Jahrhundert | 09223066 |
| Weitere Bilder                          | Gedenkstein für Georg Bartisch                                                                            | Hauptstraße 28 (bei) (Karte)                        | 1971                                                     | Inschrift: „1535 geb. – 1. Churfürstlicher Hofoculist – 1607 gest.“, ortsgeschichtlich von Bedeutung | 09227097 |
| Weitere Bilder                          | Steinkreuz Gräfenhain                                                                                     | Keulenbergstraße (Ecke Hofeweg) (Karte)             | 15.–17. Jahrhundert                                      | Mit eingeritzter Axt, ortsgeschichtlich von Bedeutung | 09227452 |
|                                         | Wohnstallhaus in Ecklage und Trockenmauer                                                                 | Keulenbergstraße 1 (Karte)                          | 1. Drittel 19. Jahrhundert                               | Baugeschichtlich und ortsbildprägend von Bedeutung, Obergeschoss Fachwerk, weitgehend unverändert erhalten | 09227102 |
|                                         | Wohnstallhaus, Stützmauer (Einfriedung) und drei Durchsteckpfosten                                        | Keulenbergstraße 11 (Karte)                         | Um 1800                                                  | Baugeschichtlich und straßenbildprägend von Bedeutung, Erdgeschoss Bruchstein, Obergeschoss Fachwerk, einige originale Fenster, Durchsteckpfosten aus Granit, Einfriedungsstützmauer aus Bruchstein | 09301589 |
| Direkt Bild zu diesem Denkmal hochladen | Wohnhaus und Wohnstallhaus eines Hakenhofes mit Trockenmauern                                             | Talstraße 6 (Karte)                                 | Anfang 19. Jahrhundert                                   | Baugeschichtlich und ortsbildprägend von Bedeutung. - Wohnhaus: eingeschossig, massiv - Wohnstallhaus: zweigeschossig, massiv, Satteldach, weitgehend unverändert erhalten | 09227098 |

## Röhrsdorf
| Bild                                    | Bezeichnung | Lage                              | Datierung                                                                            | Beschreibung | ID       |
| --------------------------------------- | --- | --------------------------------- | ------------------------------------------------------------------------------------ | --- | -------- |
| Direkt Bild zu diesem Denkmal hochladen | Wohnhaus (ehemaliges Forsthaus) mit vorgelagerter Treppe und Torbogen sowie straßenseitige Einfriedung | Parkstraße 25 (Karte)             | 1930er Jahre                                                                         | Baugeschichtlich, ortsgeschichtlich und ortsbildprägend von Bedeutung | 09307280 |
| Weitere Bilder                          | Pächterwohnhaus (Nr. 33) sowie Gutspark mit Gedenkstein, Einfriedung mit Aha und Toreinfahrten des ehemaligen Rittergutes sowie zwei Lindenalleen, eine Kastanienallee und Wassertrog außerhalb des Gutsparks | Parkstraße 28, 33 (Karte)         | Ursprünglich bezeichnet mit 1826 (Gutsverwalterhaus); bezeichnet mit 1855 (Schmiede) | Pächterwohnhaus (Nr. 33) sowie Gutspark (Gartendenkmal) mit Gedenkstein, Einfriedung mit Aha und Toreinfahrten des ehemaligen Rittergutes sowie Lindenallee, Kastanienallee und Wassertrog außerhalb des Gutsparks. Pächterwohnhaus Obergeschoss Fachwerk, Mansarddach, Dachhäuschen und Fledermausgaupen, Segmentbogenportal mit Schlussstein, bezeichnet mit „H.v.H.“, baugeschichtlich, gartengeschichtlich, ortsgeschichtlich sowie landschaftsgestaltend von Bedeutung. Nebengebäude als Remisen, eingeschossig Teile des Gartendenkmals. - Lindenrondell und Rasenparterre mit Resten der begrenzenden Lindenalleen im Westbereich - Ost-West-Allee - regelmäßiger Gartenteil im Südbereich - im Südost-, West- und Nordbereich an der Einfriedungsmauer landschaftliche Partien sowie Wiese im Nordteil des Gutsparks - Parkwiese mit Bühne und Unterstandshalle im Bereich des ehemaligen Herrenhauses - Lindenallee im Osten außerhalb des Gutsparks, Reste einer Kastanienallee und Reste einer Allee mit Kopflinden im Ort Ehemals denkmalgeschütztes Gutsarbeiterwohnhaus mit Schmiedewerkstatt (Nr. 28) wurde 2019 abgerissen: Obergeschoss Fachwerk, Mansarddach, war Bestandteil des ehemaligen Rittergutes. | 09227190 |
| Weitere Bilder                          | Grabstelle für Kriegsgefallene auf dem Friedhof | Straße der Freundschaft 1 (Karte) | Nach 1945                                                                            | Anlage mit Grabstein, Kreuz und Bruchsteinmauer, ortsgeschichtlich von Bedeutung, baugeschichtlich von Bedeutung. Grabstein, dreigeteilt, mit Inschrift. Links die in Röhrsdorf gefallenen und hier beerdigten Soldaten (zehn Namen). Rechts die im Zweiten Weltkrieg gefallenen Röhrsdorfer Soldaten (9 gefallene Soldaten, 7 vermisste Soldaten). Im Kreuzsockel des Kreuzes ist ein Schriftsatz mit den Namen der drei bei der Explosion des Herrenhauses umgekommenen Röhrsdorfer Kinder eingearbeitet. Anlage mit Flächendeckern bewachsen. | 09227806 |

## Streichungen von der Denkmalliste

### Streichungen von der Denkmalliste (Königsbrück)
| Bild                                    | Bezeichnung                                                                             | Lage                                                                      | Datierung                                                                           | Beschreibung | ID       |
| --------------------------------------- | --------------------------------------------------------------------------------------- | ------------------------------------------------------------------------- | ----------------------------------------------------------------------------------- | --- | -------- |
| Direkt Bild zu diesem Denkmal hochladen | Überfallwehr mit mittlerer Schützanlage mit Wehrkörpern und Schussboden                 | (an der ehemaligen Grünmetzmühle; Gemarkung Stenz, Flurstück 581) (Karte) | 17. Jahrhundert (Standort, verschiedene Vorgängerbauten); frühe 1920er Jahre (Wehr) | Wehrkörper und Stirnwand des Schussbodens mit großen Natursteinblöcken verkleidet, geschichtliche, hier vor allem orts- und technikgeschichtliche Bedeutung sowie landschaftsprägender Wert, da Standort der Wehranlage, einschließlich seiner Vorgängerbauten mit gleichartiger Bestimmung, nachweislich seit dem 17. Jahrhundert existierte und Bauwerk als letztes Relikt die Regulierung der Wasserzufuhr für die Grünmetzmühle über eigenen Mühlgraben dokumentierte. Das Wehr wurde im April 2016 abgerissen. Wehr aufgrund seiner Gestaltungsmerkmale vermutlich in den frühen 1920er Jahren entstanden, war geprägt von wuchtig ausgebildeten Wehrkörpern, die gleichfalls wie Stirnwand des Schussbodens mit großen Natursteinblöcken verkleidet waren. Absenkung des Schussbodens vermutlich in den 1950er Jahren unter Beibehaltung der Funktionalität und gestalterischen Einheit der technischen Anlage. Wehr gehörte zu den Stauanlagen der Pulsnitz, existierte als Wehranlage an diesem Standort mit verschiedenen Vorgängerbauten bereits seit über 400 Jahren, diente der Regulierung der Wasserzufuhr für die ehemalige Grünmetzmühle über einen eigenen Wassergraben. War seit Abriss letzterer 2003 und Beseitigung des Mühlgrabens letztes Zeugnis der Mühle, besaß daher Erinnerungswert auch für die gesamte Anlage und deren lange Geschichte. | 09229965 |
| Direkt Bild zu diesem Denkmal hochladen | Ehemaliges Hotel „König Albert“; Mietshaus in offener Bebauung (ohne hofseitigen Anbau) | Bahnhofstraße 8 (Karte)                                                   | 4. Viertel 19. Jahrhundert                                                          | Mit hohem Originalitätsgrad, bau- und ortsgeschichtliche Bedeutung; nach 2014 von der Denkmalliste gestrichen | 09301753 |
|                                         | Prinz-Georg-Kaserne (ehemalig); Lazarettgebäude der ehemaligen Prinz-Georg-Kaserne      | Höckendorfer Straße 13 (Karte)                                            | 1894                                                                                | Ortsgeschichtlich von Bedeutung; zwischen 2001 und 2008 abgerissen. Zweigeschossig, Natursteinsockel, Kragsteine aus Klinker, leicht vorspringende Eckrisalite, Mittelrisalit mit Eingang, Risalite mit Zinnen (Klinker), über Eingang Medaillon mit getrepptem Giebelchen, Sandsteingewände, im Erdgeschoss Segmentbogenfenster. | 09227165 |
| Direkt Bild zu diesem Denkmal hochladen | Neues Lager – Kommandantenwohnhaus                                                      | Hoyerswerdaer Straße (Truppenübungsgelände Neues Lager, Haus 8)           | 1907                                                                                | Haus 8, interne Nummerierung, dokumentiert Geschichte der Garnisonsstadt, baugeschichtlich und ortsgeschichtlich von Bedeutung, zweigeschossig, florale Gebinde an Fassade über dem Eingang, Walmdach, Balkon mit Gitter erhalten, Eckrisalit mit Pilastergliederung und floralem Gebinde, Sandsteinfenstergewände | 09227159 |
| Weitere Bilder                          | Neues Lager; Wach-, Arrest- und Postgebäude                                             | Hoyerswerdaer Straße (Truppenübungsgelände Neues Lager, Haus 12)          | 1907                                                                                | Haus 12, interne Nummerierung, dokumentiert Geschichte der Garnisonsstadt, baugeschichtlich und ortsgeschichtlich von Bedeutung, zweigeschossig, Zwerchhaus, eingeschobener Verbindungsbau, Walmdach mit Dachreiter, vorderes Gebäude mit Arkaden im Erdgeschoss, übergiebelter Erker, Sandsteingewände, Fenstergitter | 09227161 |
| Weitere Bilder                          | Neues Lager; Garnisonsverwaltungsdienstgebäude                                          | Hoyerswerdaer Straße (Truppenübungsgelände Neues Lager, Haus 44)          | 1907                                                                                | Haus 44, interne Nummerierung, dokumentiert Geschichte der Garnisonsstadt, baugeschichtlich und ortsgeschichtlich von Bedeutung, zweigeschossig, Mittelrisalit mit Eingang, Pilastergliederung, Walmdach, Dachreiter, an Rückseite Balkone und Gitter | 09227160 |
| Weitere Bilder                          | Neues Lager; Dienstgebäude der Kommandantur                                             | Hoyerswerdaer Straße (Truppenübungsgelände Neues Lager, Haus 181)         | Vermutlich 1906                                                                     | Haus 181, interne Nummerierung, dokumentiert Geschichte der Garnisonsstadt, baugeschichtlich und ortsgeschichtlich von Bedeutung, zweigeschossig, doppelter Mittelrisalit, Walmdach, Sandsteinfenstergewände | 09227158 |
| Direkt Bild zu diesem Denkmal hochladen | Wohn- und Geschäftshaus in geschlossener Bebauung                                       | Hoyerswerdaer Straße 8 (Karte)                                            | Um 1880, im Kern älter                                                              | Baugeschichtlich und städtebaulich von Bedeutung, zweigeschossig, Fensterverdachungen, Sohlbänke mit Konsolen, profilierte Fenstergewände im Obergeschoss, Zwerchhaus mit Dreiecksgiebel, dort Segmentbogenfenster, Ladeneinbau noch weitgehend erhalten | 09227176 |
| Direkt Bild zu diesem Denkmal hochladen | Wohnhaus mit Ladeneinbau in Ecklage und in geschlossener Bebauung                       | Louisenstraße 1 (Karte)                                                   | 1. Hälfte 19. Jahrhundert                                                           | Baugeschichtlich und städtebaulich von Bedeutung, zweigeschossig, Walmdach, Dachhäuschen, Sandsteingewände. Zwischen 2017 und 2024 aus der Denkmalliste gestrichen. | 09227196 |
| Weitere Bilder                          | Ehemaliges Rentamt in offener Bebauung und Ecklage                                      | Schloßberg 1 (Karte)                                                      | 18. Jahrhundert, im Kern älter                                                      | Bau- und ortsgeschichtlich von Bedeutung. Zwischen 2017 und 2024 in Einzeldenkmal 09227214 integriert. | 09227195 |
| Direkt Bild zu diesem Denkmal hochladen | Wohnhaus in geschlossener Bebauung                                                      | Weißbacher Straße 7 (Karte)                                               | 1. Hälfte 19. Jahrhundert                                                           | Baugeschichtlich und städtebaulich von Bedeutung, zweigeschossig, Korbbogenportal mit Schlussstein. Zwischen 2017 und 2024 aus der Denkmalliste gestrichen. | 09227170 |

### Streichungen von der Denkmalliste (Gräfenhain)
| Bild                                    | Bezeichnung                 | Lage                   | Datierung                 | Beschreibung | ID       |
| --------------------------------------- | --------------------------- | ---------------------- | ------------------------- | --- | -------- |
| Direkt Bild zu diesem Denkmal hochladen | Scheune eines Dreiseithofes | Hauptstraße 19 (Karte) | 2. Hälfte 19. Jahrhundert | Baugeschichtlich, sozialgeschichtlich und straßenbildprägend von Bedeutung, verputzter Bruchsteinbau mit zwei großen Toren, Satteldach mit Biberschwanzdeckung. Zwischen 2017 und 2024 aus der Denkmalliste gestrichen. | 09301588 |

## Tabellenlegende
- Bild: Bild des Kulturdenkmals, ggf. zusätzlich mit einem Link zu weiteren Fotos des Kulturdenkmals im Medienarchiv Wikimedia Commons. Wenn man auf das Kamerasymbol klickt, können Fotos zu Kulturdenkmalen aus dieser Liste hochgeladen werden:
- Bezeichnung: Denkmalgeschützte Objekte und ggf. Bauwerksname des Kulturdenkmals
- Lage: Straßenname und Hausnummer oder Flurstücknummer des Kulturdenkmals. Die Grundsortierung der Liste erfolgt nach dieser Adresse. Der Link (Karte) führt zu verschiedenen Kartendiensten mit der Position des Kulturdenkmals. Fehlt dieser Link, wurden die Koordinaten noch nicht eingetragen. Sind diese bekannt, können sie über ein Tool mit einer Kartenansicht einfach nachgetragen werden. In dieser Kartenansicht sind Kulturdenkmale ohne Koordinaten mit einem roten bzw. orangen Marker dargestellt und können durch Verschieben auf die richtige Position in der Karte mit Koordinaten versehen werden. Kulturdenkmale ohne Bild sind an einem blauen bzw. roten Marker erkennbar.
- Datierung: Baubeginn, Fertigstellung, Datum der Erstnennung oder grobe zeitliche Einordnung entsprechend des Eintrags in der sächsischen Denkmaldatenbank
- Beschreibung: Kurzcharakteristik des Kulturdenkmals entsprechend des Eintrags in der sächsischen Denkmaldatenbank, ggf. ergänzt durch die dort nur selten veröffentlichten Erfassungstexte oder zusätzliche Informationen
- ID: Vom Landesamt für Denkmalpflege Sachsen vergebene, das Kulturdenkmal eindeutig identifizierende Objekt-Nummer. Der Link führt zum PDF-Denkmaldokument des Landesamtes für Denkmalpflege Sachsen. Bei ehemaligen Kulturdenkmalen können die Objektnummern unbekannt sein und deshalb fehlen bzw. die Links von aus der Datenbank entfernten Objektnummern ins Leere führen. Ein ggf. vorhandenes Icon  führt zu den Angaben des Kulturdenkmals bei Wikidata.

## Ausführliche Denkmaltexte
1. ↑  Beschreibung und Begründung des Gartendenkmals Villa Papst (Ragnhild Kober-Carrière, 2014): 

Der am nördlichen Stadtrand liegende, auf leicht nach Norden ansteigendem Gelände, trassierte große Garten bietet eine weite Aussicht auf Stadt und Landschaft von Königsbrück. Die relativ kleine Villa liegt in der Mitte des Gartens. Von der Straße (Westen) führen ein geradliniger breiter, mit Beton befestigter Fahrweg und ein ebenso befestigter schmaler Fußweg, voneinander durch einen Pflanzstreifen getrennt, zur Villa und Garage. Links des Fahrweges stehen Rhododendren an der Grundstücksgrenze. Die Villa ist mit der Garage durch eine Mauer mit acht Bogendurchgängen baulich verbunden, so dass im Osten der Villa ein kleiner nach Norden offener Hofraum entsteht. An der Südseite der Villa erstreckt sich eine breite, langgestreckte Terrasse mit Stützmauer. Der Garten wird von der Terrasse über eine vorgelagerte Treppe mit zwei Treppenläufen erreicht. In der Achse dieser Treppe erstreckt sich die mit Trittsteinen über eine Rasenfläche führende Wegeachse nach Süden. Das hier nach Süden abfallende Gelände wird durch zwei parallel verlaufende Trockenmauern terrassiert. An diesen Mauern liegt in der genannten Wegeachse je eine Treppe. Große Flächen einnehmende Kriechende Wacholder breiten sich über die Mauern und Terrassen aus. Am Ende der Wegeachse steht links eine Buche und etwas weiter nach rechts versetzt eine mehrstämmige Esskastanie. Wege führen nach rechts und links an der südlichen Grundstücksgrenze weiter und im Westen und Osten des Gartens wieder hinauf. Umgeben wird der Garten von breiten geschnittenen Hecken (Hainbuche, Linde). Einzeln stehende Koniferen und Koniferengruppen akzentuieren den Garten. Ein durch Stützmauern abgefangener Aussichtsplatz bildet den Abschluss der langen Stützmauer der Hausterrasse im Osten. Nach Westen läuft diese Mauer in einem langen Bogen in der Rasenfläche aus. In der Südwestecke des Gartens, an der Hoyerswerdaer Straße, befindet sich ein durch eine Hainbuche mit Bogentor abgetrennter kleiner viertelkreisförmiger Gartenplatz mit Steinbank, zwei Hängebirken und Ziergehölzen. Im Osten des Hauses und der Garage liegt eine große Nutzgartenfläche, die zu einem kleinen Teil durch Gemüsebeete genutzt wird. Im Norden erstreckt sich ein weiteres Areal bis zum Waldrand. Hier im Badegarten liegt ein langgestrecktes restauriertes Wasserbecken in einer rechteckigen Rasenfläche, die von Birken überschattet wird. Es folgen ein kleiner Geländesprung und der Obstgarten. Die vermeintlich sparsame, schlichte Gestaltung und Weiträumigkeit des großen Gartenareals ist seine besondere Qualität. Der Garten ist für die neue Gartenauffassung der Moderne ein herausragendes Beispiel mit überregionaler gartengeschichtlicher und gartenkünstlerischer Bedeutung.
2. ↑  Beschreibung und Begründung des Gartendenkmals Hoyerswerdaer Straße 33 (Ragnhild Kober-Carrière, 2014): 

Auf Grund der Größe des Grundstücks und des erhaltenen Gehölzbestandes ist davon auszugehen, dass das einstige Krankenhaus der Standesherrschaft Königsbrück einen parkähnlichen Krankenhausgarten und möglicherweise auch einen Obst- und Gemüsegarten besaß. Erhalten ist die wahrscheinlich erst nach 1900 erbaute und auf Grund der ansteigenden Straße treppenförmig abgestufte Einfriedungsmauer (verputztes Ziegelmauerwerk mit roten Klinkerzierkanten und Betonabdeckung sowie Pfeiler) mit Torpfeilern. Die von Osten geradlinig auf den vorgesetzten Giebel der Villa führende Zufahrt ist in Nähe der Mauer in das Gelände eingeschnitten und von zwei Eichen vor der Villa flankiert. Eine weitere geradlinige Zufahrt verlief von Nord nach Süd zu dem Gebäude (Messtischblatt von 1904) zu. Eine Baumreihe von Buchen und einer Linde steht an der Südgrenze. Zwei Bergahorne stehen im gleichen Abstand rechts und links zum Nordgiebel. Weiterer alter Baumbestand (Spitzahorn, Kastanie, Linden, Robinien, Hainbuchen, Bergahorn, Eschen) befindet sich im Nordosten des Gebäudes. Hervorzuheben sind weiter zwei Linden an der Einfriedungsmauer und eine Pyramideneiche. Die Hoffläche zwischen den beiden Gebäuden ist mit Großsteinpflaster (Granit, grau) befestigt. Eine Bodenmodellierung ist erkennbar. Im Boden sind Spuren eines Wegesystems zu vermuten. Die exponierte Lage des Grundstücks bietet eine weite Fernsicht nach Westen, der der aufgeständerte und in die Fassade der Villa eingezogene Balkon Rechnung trägt. Die exponierte Lage und die Reste der Gartenelemente (Gehölze, Wegesystem im Boden, Bodenrelief, Einfriedung, Hofpflasterung) zeugen von einer 170 Jahre alten und zum Teil auch jüngeren Gartenanlage. Im Zusammenhang mit den Gebäuden und der erhaltenen Fläche sowie dem Hintergrund der Geschichte des Grundstücks als Krankenhausgarten haben die Reste des Gartens gartengeschichtlichen Wert. Auf Grund der zu großen Teilen aber zerstörten Fläche wird der Garten als nur dem Haus zugehörige Nebenanlage eingeschätzt.
3. ↑  Dehio – Handbuch der deutschen Kunstdenkmäler / Sachsen Band 1:

Evangelische Hospitalkirche Königsbrück. Langgestreckte niedrige Saalkirche, 1579 als Begräbniskapelle erbaut, 1682 erweitert, 1728 gründlich erneuert. Im Osten anschließende Friedhofskapelle mit Mansarddach und monumentaler Portalarchitektur, 1906, von Oskar Menzel. Putzbau mit geradem Ostschluss, Strebepfeilern an der Südwand, Korbbogenfenstern und Satteldach. Quadratischer Westturm mit achteckigem Glockengeschoss, geschwungener Haube und Laterne. Im Inneren flache Holzdecke über großer Kehlung. An der Südseite Stichkappen zu den oberen Fenstern. An der Nordseite hölzerne Empore, die im Osten bis um den Altar geführt ist. Brüstungen wie Gestühl mit Rankenwerk bemalt. Kleiner Flügelaltar, 1728. In der Predella gemalte Darstellung Christus in Gethsemane. Hauptbild: Abendmahl, Flügel: Passahmahl und Taufe Christi. In der Bekrönung Gnadenstuhl. Darüber qualitätvolles hölzernes Kruzifix, Anfang 16. Jahrhundert. Einfache Kanzel, Holz, am Schalldeckel Taube. Sandsteintaufe, wohl 16. Jahrhundert in Kelchform. Friedhof. Königsche Gruft, 17. Jahrhundert, auf quadratischem Grundriss mit Zeltdach. Webersche Gruft, um 1840, in streng klassizistischer Form. Adlersche Gruft, um 1840, mit profiliertem Rundbogentor, Inschriftplatte, 1630, auf das ehemalige Hospital bezogen (an der Nordmauer).
4. ↑   Beschreibung und Begründung des Gartendenkmals Schlosspark Königsbrück (2014):

Die in mehreren Zeitphasen entstandene Garten- und Parkanlage des Königsbrücker Schlosses zeigt heute eine beeindruckende barocke Terrassenanlage mit ehemaligen Nutz- und Ziergärten sowie landschaftlich geprägte Gartenpartien in der Ebene und Reste landschaftlich geprägter Gartenbereiche (Gehölzbestand und Zierbrunnen) im Süden der Schlossgebäude ebenfalls auf einer Terrassenfläche gelegen. Linksseitig der Pulsnitz zieht sich im weiten Bogen ein Landschaftspark sowohl in der Ebene als auch im Hangbereich entlang. Er ist geprägt von einem wertvollen alten Baumbestand, auf- und abschwingenden Wegen, kleinen Aussichtplätzen und einer Vielzahl von Blickbeziehungen zu der gegenüberliegenden Schlossanlage. Beeindruckend ist die von alten Linden gerahmte Schlossfassade, deren Ansicht sich beim Betreten  des Schlossvorhofes eröffnet. Ein Rampenweg führt zu der dem Schloss vorgelagerten Terrasse. Über je einen nach rechts bzw. nach links schwingenden Weg sind die Terrassenanlagen der Schlossareals zu erreichen. Von dem einst umfangreichen wertvollen Orangeriebestand zeugen heute noch drei erhaltene Kamelien, die über 180 Jahre alt sind und in einem Gewächshaus des ehemaligen Gärtnereigeländes stehen. Die im Süden des alten Schlosshofes gestandene Orangerie, mehrere ehemalige Gewächshäuser und das heute noch erhaltene Orangeriegebäude im Süden des Wirtschaftshofes geben Hinweise auf reich geschmückte Schlossterrassen, Lustgärten und eventuell auch auf ein ehemaliges Orangerieparterre. Es ist weiterhin anzunehmen, dass die Terrassenmauern für Spalierobst genutzt wurden. Die nach Osten orientierten Terrassen boten sich für Obstgärten an. Die landschaftliche Anlage unterhalb der Terrassen wird von einer Anhöhe mit Koniferengruppe geprägt. Reste einer landschaftlichen Wegeführung, ein Sitzplatz mit zwei Granitbänken und einem kleinen achteckigen Springbrunnen aus Sandstein sowie ein Sandsteinsockel befinden sich hier im Schlosspark in Nähe des Ufers der Pulsnitz. Eine Vogeltränke mit der Jahreszahl 1919 am Fuße einer Treppe gibt einen Hinweis auf die Gestaltungsphase unter Dr. Walter Naumann. Im Schlosshof des alten Schlosses steht ein großes Wasserbecken aus Sandstein mit einer Grundfläche von ca. 6 m × 3 m. Treppenanlagen aus Sandstein erschließen die barocken Terrassen. In den landschaftlichen Bereichen sind Treppen aus Granitstufen zu finden. Eine über die Pulsnitz führende Brücke, die die beiden Parkteile links und rechts der Pulsnitz verbunden hat, ist gesperrt. An der Dresdener Straße wird die Schlossanlage durch eine Stützmauer und eine Parkmauer mit Tor begrenzt. Eine Schrifttafel mit der Aufschrift „Johanna Margaretha Freyfrau von Schellendorf geb. Graefin von Friesen 1703“, die sich an einer der Terrassenmauern befindet, gibt den Hinweis auf die Anlage der barocken Lust- und Nutzgärten. Die überwältigenden Terrassenanlagen des Schlosses könnten allein schon den überregionalen gartengeschichtlichen und gartenkünstlerischen Wert der Gartenanlagen des Königsbrücker Schlosses ausmachen. In der Kombination mit dem ausgedehnten Landschaftspark auf beiden Seiten der Pulsnitz wird diese barocke Anlage um ein Vielfaches noch gesteigert. Insbesondere durch die wechselseitigen Blickbeziehungen und die damit immer wieder neu in Szene gesetzten Schloss- und Gartenbilder erhält die Gesamtanlage eine einzigartige Wirkung. Die Garten- und Parkanlage ist im Zusammenhang mit der Schlossanlage als Gesamtkunstwerk anzusprechen. Der den Garten durchfließende Mühlgraben mit seiner Terrassierung, über die Wege führen, ist für den Schlosspark ein gestalterisches Element von außergewöhnlichem Wert. Die drei fast 200 Jahre alten Kamelien sowie die 80 bis 100 Jahre alten Kamelien im Mittelbeet der Orangerie haben überregionalen pflanzenkulturhistorischen Wert. Der Landschaftspark beidseitig der Pulsnitz und insbesondere im Hangbereich hat mit dem erhaltenen Baumbestand und Wegesystem landschaftsgestaltende Bedeutung.
5. ↑  Dehio – Handbuch der deutschen Kunstdenkmäler / Sachsen Band 1:

Hauptkirche Königsbrück. Langgestreckte Saalkirche. 1682–89 erbaut durch Christoph Gottschick und Georg Friedrich Spieß, Turm 1719. 1893 umfassende Erneuerung nach Plänen Karl Adolf Canzlers durch Otto Reinhardt. Schlichter Putzbau mit Strebepfeilern und dreiseitigem Ostschluss, hohen Korbbogenfenstern mit Maßwerk von 1682 und Satteldach. An der Nordseite zweigeschossiger Anbau mit Sakristei und Betstuben. Quadratischer Westturm mit achteckigem Glockengeschoss, Umgang, geschwungener Haube und Laterne. Innenraum weitläufig mit flacher Holzdecke. Eingeschossige Emporen von 1893 an der Nord-, West- und Südseite. Prächtig gefasster Altar, 1692, von Johann Siegmund Kauderbach (Malereien), George Gerber (Plastik) und Joachim Stöckel (Holzwerk). Predella mit gemalter Darstellung des Abendmahls, Altarblatt mit Kreuzigung, seitlich davon Säulen und geschnitztes Rankenwerk, in diesem je ein achteckiges Bild: Gethsemane und Kreuzabnahme. Darüber verkröpftes Gesims und Auszug mit gemalter Darstellung der Himmelfahrt und Christusmonogramm. Seitlich auf Konsolen die Evangelisten. Matthäus und Markus, jetzt durch Arbeiten des 19. Jahrhunderts (süddeutsch) ersetzt. Sandsteinkanzel auf hoher Säule, 1891. Sandsteintaufe, um 1600, in Kelchform mit Band- und Rankenwerk, am Fuß Trauben. Zwei Tafeln eines Flügelaltars, 1475, Rahmen 1695: Verspottung Christi und Maria mit Aposteln (bis 1938 in der Kirche Krakau, Kreis Kamenz). Orgel mit Freipfeifenprospekt von Jehmlich, 1948. Großes Epitaph des Maximilian von Schellendorf († 1703), Holz gefasst, mit beachtenswerter Komposition allegorischer Figuren.
6. ↑   Beschreibung und Begründung des Gartendenkmals Gutspark Röhrsdorf (2014):

Der auf rechteckigem Grundriss von einer Bruchsteinmauer umgebene Rittergutspark ist in seiner 1802 (Meilenblatt, Berliner Exemplar) nachweisbaren Grundstruktur in weiten Teilen erhalten. 1946 wurde das durch eine Explosion stark geschädigte Schloss abgerissen. Daher fehlt die auf das Schloss ausgerichtete Anbindung der Gartenstruktur. Im Bereich des Herrenhauses wurde in den 1950er Jahren eine Festwiese mit Parkbühne und Unterstandshalle mit Sanitäreinrichtung sowie eine asymmetrische Wege- und Platzfläche in Bühnennähe gebaut. Die heute erhaltenen regelmäßig angelegten Gartenteile bestimmen den Gutspark. Ein Lindenrondell (sechs von ehemals acht Bäumen) bildet den Schnittpunkt der Quer- und Längsachse des Gartens. Die Querachse (vom ehemaligen Schloss im Norden ausgehend) ist im Süden auf einen erhöht liegenden achteckigen Pavillon (Treppe, Wangen und Platten aus Sandstein) an der Südmauer ausgerichtet. Eine Parterrefläche mit beidseitigen Lindenalleen (zum Teil erhalten) war auf das Herrenhaus im Norden bezogen. Ein kurzer Alleenabschnitt führt zum Pavillon. Die heute als Ost-West-Achse, den Garten prägende Baumallee (hoher Anteil von Hainbuchen) geht aus der einstigen Wegeachse, mit seitlichen Heckeneinfassungen hervor, die den nördlichen und südlichen Gartenteil trennte (vergl. Meilenblatt 1802). Diese Allee führt bis zum Ost-Tor und wird außerhalb der Einfriedungsmauer von einer weit in die Landschaft ausstrahlenden alten Lindenallee fortgesetzt. Im Süden dieser Gartenachse befindet sich eine heute noch ablesbare regelmäßige Gartenanlage, deren Zugang von zwei Torpfeilern mit Vasenaufsätzen im Osten markiert ist. In der Längsachse dieses Gartenteiles liegt an der östlichen Einfriedungsmauer ein barockes Aha, das von erhöhtem Standort einen Blick in die umgebende Landschaft ermöglicht. Die landschaftliche Überprägung des Gartens ist an den landschaftlichen Partien (alter Gehölzbestand und geschwungene Wege), die sich im Südosten, Osten und Norden an der Einfriedungsmauer entlangziehen, ablesbar. Zwei Eichen und eine Esskastanie sind als Solitärbäume hervorzuheben. Ein erhöht liegender Aussichtsplatz (Neugierde) mit Esche befindet sich in der Nordostecke des Gutsparks. Zwei sanierte Toranlagen sind in der Nordmauer (in Nähe des ehemaligen Herrenhauses), ein Tor in der Westmauer (Pfeiler mit Vasenaufsatz aus Sandstein, in der Längsachse des regelmäßigen Gartenteiles) und das erwähnte Tor in der Ostmauer aufzuführen. Ein Gedenkstein mit der Inschrift: „J. Bettenhausen“ steht im hinteren Bereich des Gutsparks, ein Wassertrog mit dem Buchstaben und der Jahreszahl „Æ 1846“ auf dem Gutshof. In der einfachen, heute noch ablesbaren barocken Grundstruktur und in den später eingefügten landschaftlichen Partien legt der Gutspark Zeugnis ab von zwei ihn prägenden Gestaltungsphasen des 18. und 19. Jahrhunderts. Die weit in die Landschaft ausstrahlende alte, barocke Lindenallee hat Seltenheitswert. Weitere Reste von Alleen liegen im Westen (Kopflindenreihe) und Süden (Kastanienallee) außerhalb des Parks. Sie sind ebenso als wertvolle landschafts- und ortsbildprägende Elemente einzustufen. Die Gesamtanlage mit den erhaltenen Gutshofgebäuden, der Einfriedungsmauer und den klar ablesbaren Gutsparkteilen hat bau- und gartengeschichtliche sowie ortsgeschichtliche Bedeutung. Die Alleen haben landschaftsgestaltende Bedeutung.